# Représentations diplomatiques du Canada

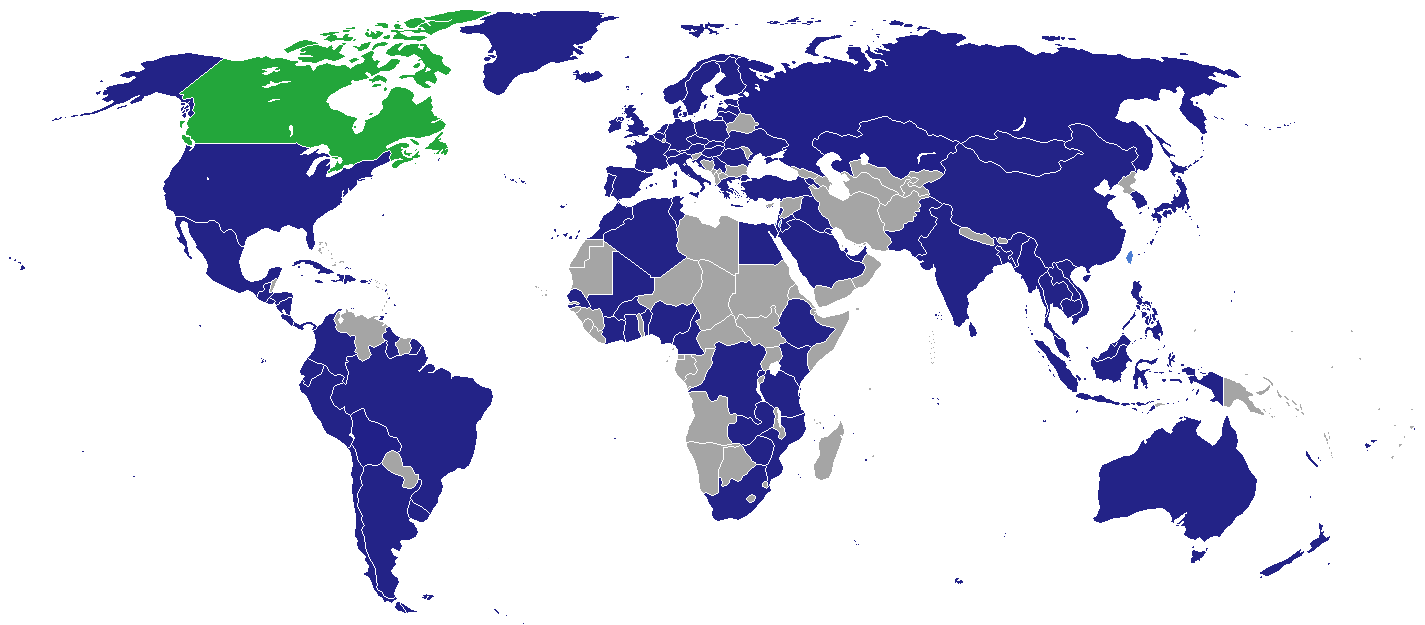
Représentations diplomatiques du Canada.

Voici les représentations diplomatiques du Canada à l'étranger:

## Afrique
- Afrique du Sud
  - Pretoria (haute commission)
- Algérie
  - Alger (ambassade)
- Bénin
  - Cotonou (bureau de l'ambassade)
- Burkina Faso
  - Ouagadougou (ambassade)
- Cameroun
  - Yaoundé (haute commission)
- Côte d'Ivoire
  - Abidjan (ambassade)
- Égypte
  - Le Caire (ambassade)
- Éthiopie
  - Addis-Abeba (ambassade)
- Ghana
  - Accra (haute commission)
- Kenya
  - Nairobi (haute commission)
- Mali
  - Bamako (ambassade)
- Maroc
  - Rabat (ambassade)
- Mozambique
  - Maputo (haute commission)
- Nigeria
  - Abuja (haute commission)
  - Lagos (consulat général)
- République démocratique du Congo
  - Kinshasa (ambassade)
- Rwanda
  - Kigali (haute commission)
- Sénégal
  - Dakar (ambassade)
- Soudan du Sud
  - Djouba (ambassade)
- Tanzanie
  - Dar es Salaam (haute commission)
- Tunisie
  - Tunis (ambassade)
- Zambie
  - Lusaka (haute commission)
- Zimbabwe
  - Harare (ambassade)

## Amérique
- Argentine
  - Buenos Aires (ambassade)
- Barbade
  - Bridgetown (haute commission)
- Bolivie
  - La Paz (ambassade)
- Brésil
  - Brasilia (ambassade)
  - Rio de Janeiro (consulat général)
  - São Paulo (consulat général)
- Chili
  - Santiago (ambassade)
- Colombie
  - Bogota (ambassade)
  - Carthagène des Indes (consulat)
- Costa Rica
  - San José (ambassade)
- Cuba
  - La Havane (ambassade)
  - Guardalavaca (consulat)
  - Varadero (consulat)
- Équateur
  - Quito (ambassade)
- États-Unis
  - Washington (ambassade)
  - Atlanta (consulat général)
  - Boston (consulat général)
  - Chicago (consulat général)
  - Dallas (consulat général)
  - Denver (consulat général)
  - Détroit (consulat général)
  - Los Angeles (consulat général)
  - Miami (consulat général)
  - Minneapolis (consulat général)
  - New York (consulat général)
  - San Francisco (consulat général)
  - Seattle (consulat général)
- Guatemala
  - Guatemala (ambassade)
- Guyana
  - Georgetown (haute commission)
- Haïti
  - Port-au-Prince (ambassade)
- Honduras
  - Tegucigalpa (bureau de l'ambassade)
- Jamaïque
  - Kingston (haute commission)
- Mexique
  - Mexico (ambassade)
  - Monterrey (consulat général)
  - Guadalajara (consulat)
  - Cabo San Lucas (agence consulaire)
  - Cancún (agence consulaire)
  - Mazatlán (agence consulaire)
  - Playa del Carmen (agence consulaire)
  - Puerto Vallarta (agence consulaire)
- Nicaragua
  - Managua (bureau de l'ambassade)
- Panama
  - Panamá (ambassade)
- Pérou
  - Lima (ambassade)
- République dominicaine
  - Saint-Domingue (ambassade)
  - Punta Cana (bureau de l'ambassade)
- Salvador
  - San Salvador (ambassade)
- Trinité-et-Tobago
  - Port-d'Espagne (haute commission)
- Uruguay
  - Montevideo (ambassade)

## Asie
- Arabie saoudite
  - Riyad (ambassade)
- Arménie
  - Erevan (ambassade)
- Bangladesh
  - Dacca (haute commission)
- Birmanie
  - Yangon (ambassade)
- Brunei
  - Bandar Seri Begawan (haute commission)
- Cambodge
  - Phnom Penh (ambassade)
  - Siem Reap (consulat)
- Chine
  - Pékin (ambassade)
  - Chongqing (consulat général)
  - Guangzhou (consulat général)
  - Hong Kong (consulat général)
  - Shanghai (consulat général)
- Corée du Sud
  - Séoul (ambassade)
- Émirats arabes unis
  - Abou Dabi (ambassade)
  - Dubai (consulat général)
- Inde
  - New Delhi (haute commission)
  - Bangalore (consulat général)
  - Chandigarh (consulat général)
  - Mumbai (consulat général)
- Indonésie
  - Jakarta (ambassade)
- Irak
  - Bagdad (ambassade)
- Israël
  - Tel Aviv-Jaffa (ambassade)
- Japon
  - Tokyo (ambassade)
  - Nagoya (consulat)
- Jordanie
  - Amman (ambassade)
- Kazakhstan
  - Astana (ambassade)
- Koweït
  - Koweït (ambassade)
- Laos
  - Vientiane (ambassade)
- Liban
  - Beyrouth (ambassade)
- Malaisie
  - Kuala Lumpur (haute commission)
- Mongolie
  - Oulan-Bator (ambassade)
- Pakistan
  - Islamabad (haute commission)
  - Lahore (consulat)
- Palestine
  - Ramallah (bureau de représentation)
- Philippines
  - Manille (ambassade)
- Qatar
  - Doha (ambassade)
- Singapour
  - Singapour (haute commission)
- Sri Lanka
  - Colombo (haute commission)
- Taïwan
  - Taipei (bureau commercial)
- Thaïlande
  - Bangkok (ambassade)
- Turquie
  - Ankara (ambassade)
  - Istanbul (consulat général)
- Vietnam
  - Hanoï (ambassade)
  - Ho Chi Minh (consulat général)

## Europe
- Allemagne
  - Berlin (ambassade)
  - Düsseldorf (consulat)
  - Munich (consulat)
- Autriche
  - Vienne (ambassade)
- Belgique
  - Bruxelles (ambassade)
- Croatie
  - Zagreb (ambassade)
- Danemark
  - Copenhague (ambassade)
- Espagne
  - Madrid (ambassade)
  - Barcelone (consulat)
- Estonie
  - Talinn (ambassade)
- Finlande
  - Helsinki (ambassade)
- France
  - Paris (ambassade)
- Grèce
  - Athènes (ambassade)
- Hongrie
  - Budapest (ambassade)
- Irlande
  - Dublin (ambassade)
- Islande
  - Reykjavik (ambassade)
- Italie
  - Rome (ambassade)
  - Milan (consulat)
- Lettonie
  - Riga (ambassade)
- Lituanie
  - Vilnius (ambassade)
- Norvège
  - Oslo (ambassade)
- Pays-Bas
  - La Haye (ambassade)
- Pologne
  - Varsovie (ambassade)
- Portugal
  - Lisbonne (ambassade)
- Roumanie
  - Bucarest (ambassade)
- Royaume-Uni
  - Londres (haute commission)
- Russie
  - Moscou (ambassade)
- Serbie
  - Belgrade (ambassade)
- Slovaquie
  - Bratislava (ambassade)
- Suède
  - Stockholm (ambassade)
- Suisse
  - Berne (ambassade)
- Tchéquie
  - Prague (ambassade)
- Ukraine
  - Kiev (ambassade)
- Vatican
  - Rome (ambassade)

## Océanie
- Australie
  - Canberra (haute commission)
  - Sydney (consulat général)
- Fidji
  - Suva (haute commission)
- Nouvelle-Zélande
  - Wellington (haute commission)

## Organisations internationales
- Genève  (Mission permanente auprès de l'Organisation des Nations unies)
- Montréal (Mission permanente auprès de l'Organisation de l'aviation civile internationale)
- Londres (Mission permanente auprès de le Commonwealth)
- New York (Mission permanente auprès de l'Organisation des Nations unies)
- Paris (Mission permanente auprès de l'OCDE, l'Organisation internationale de la francophonie et l'UNESCO)
- Rome (Mission permanente auprès de l'Organisation des Nations unies pour l'alimentation et l'agriculture)
- Vienne (Mission permanente auprès de l'Organisation des Nations unies)
- Washington (Mission permanente auprès de l'Organisation des États américains)

## Galerie

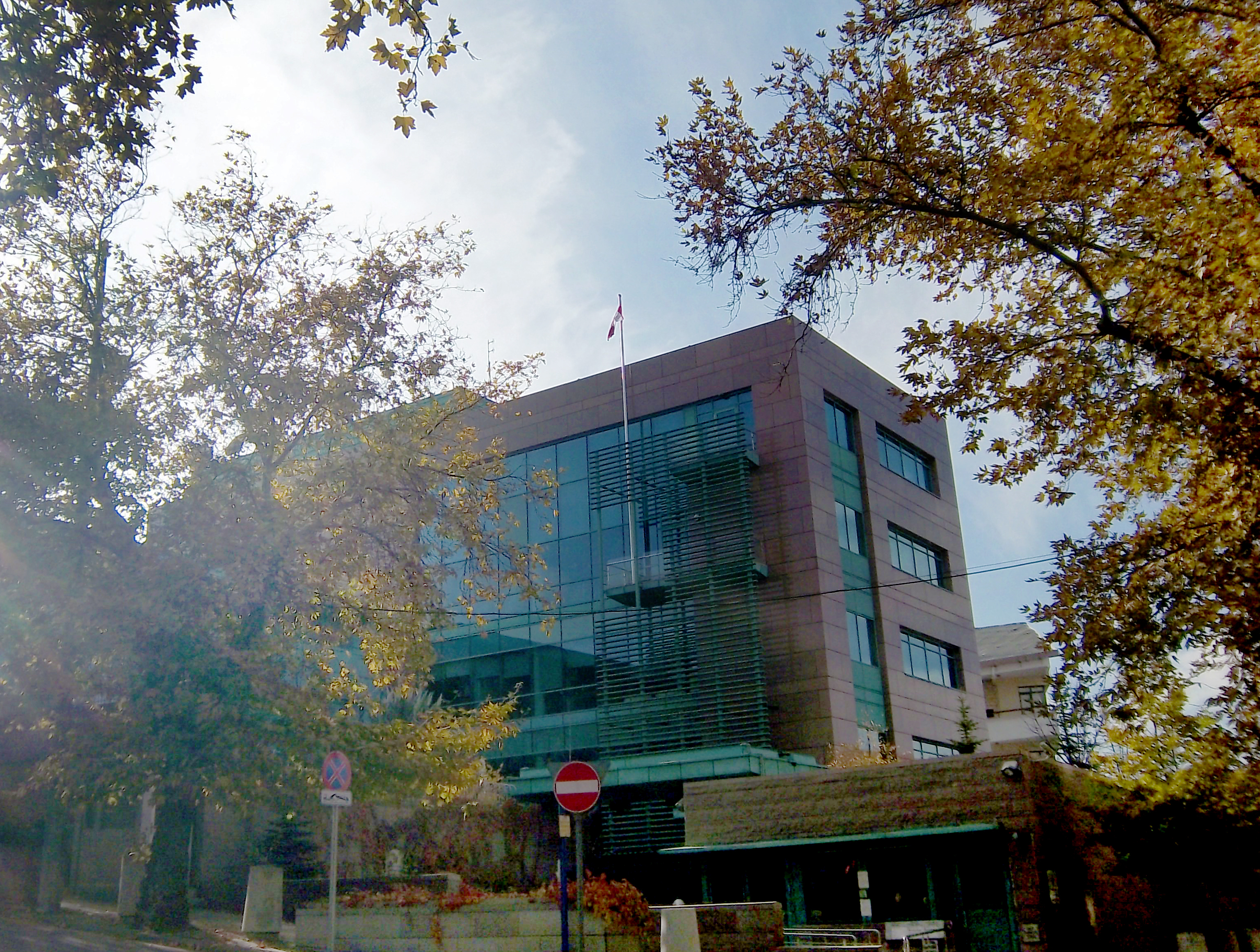
Ambassade à Ankara.
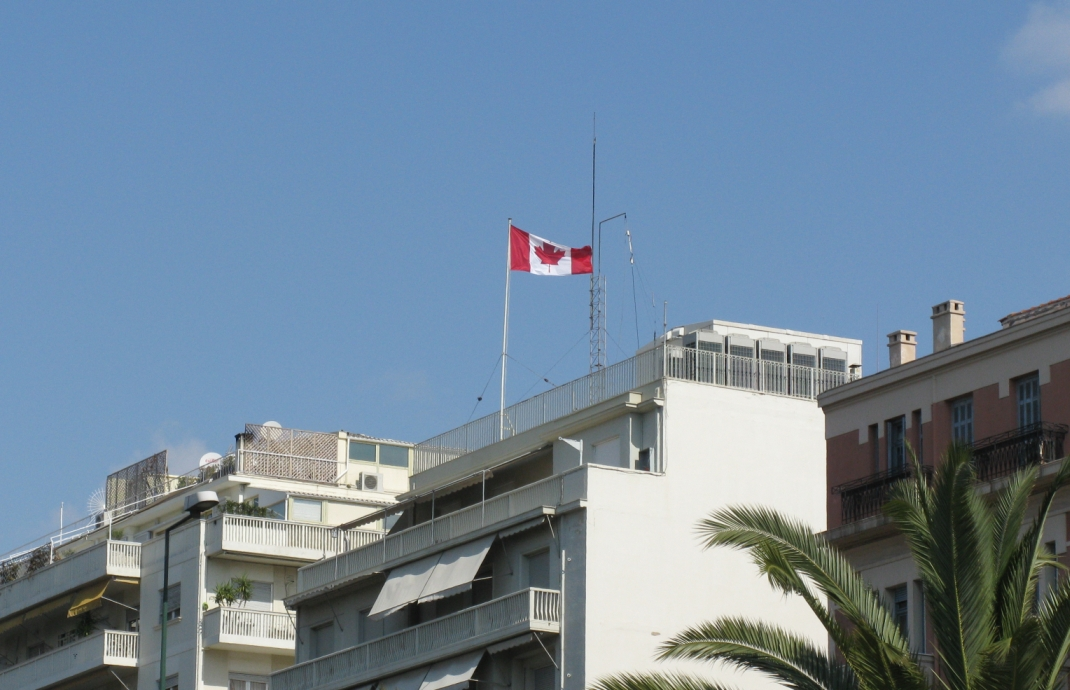
Ambassade à Athènes.
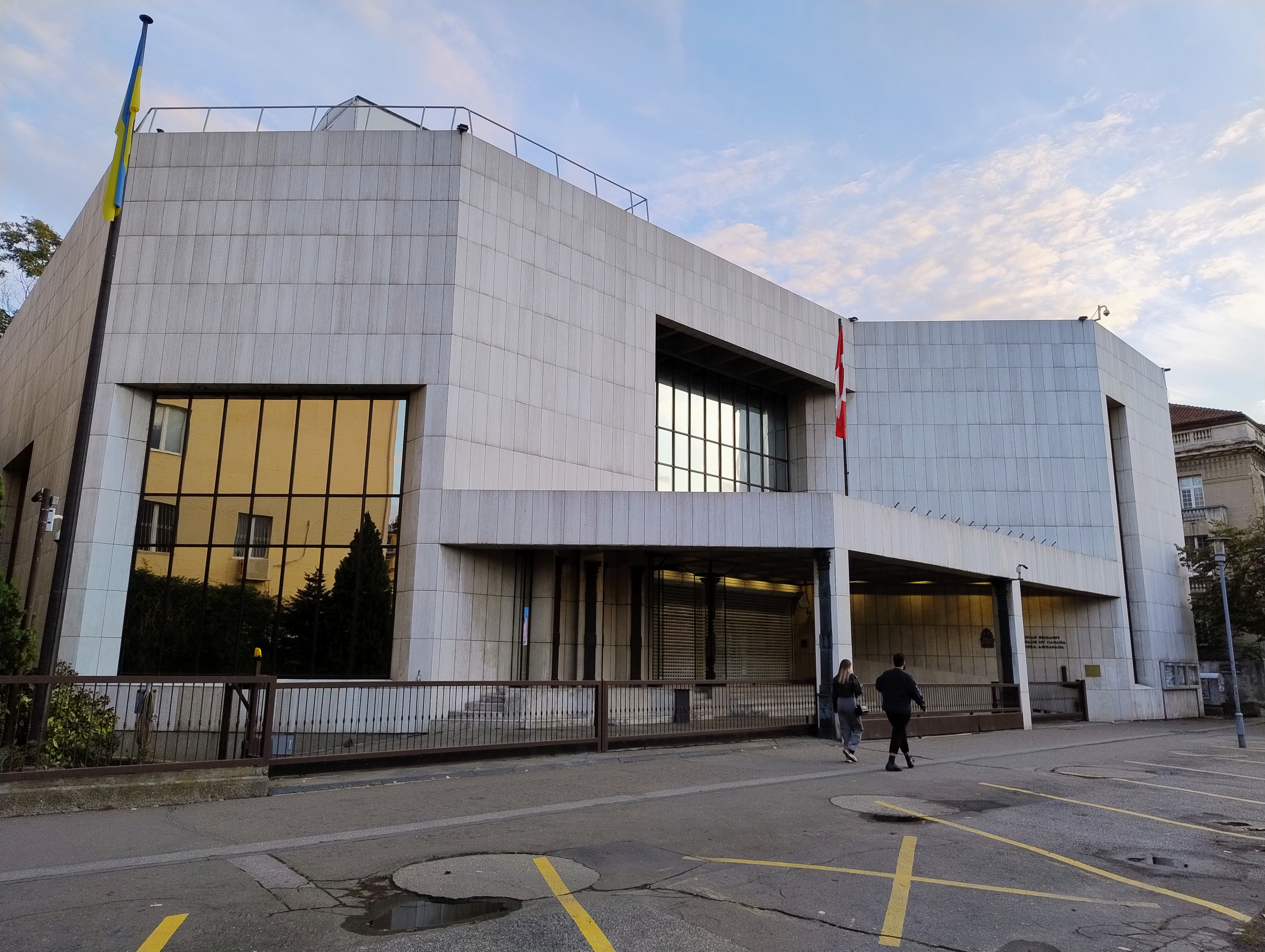
Ambassade à Belgrade.
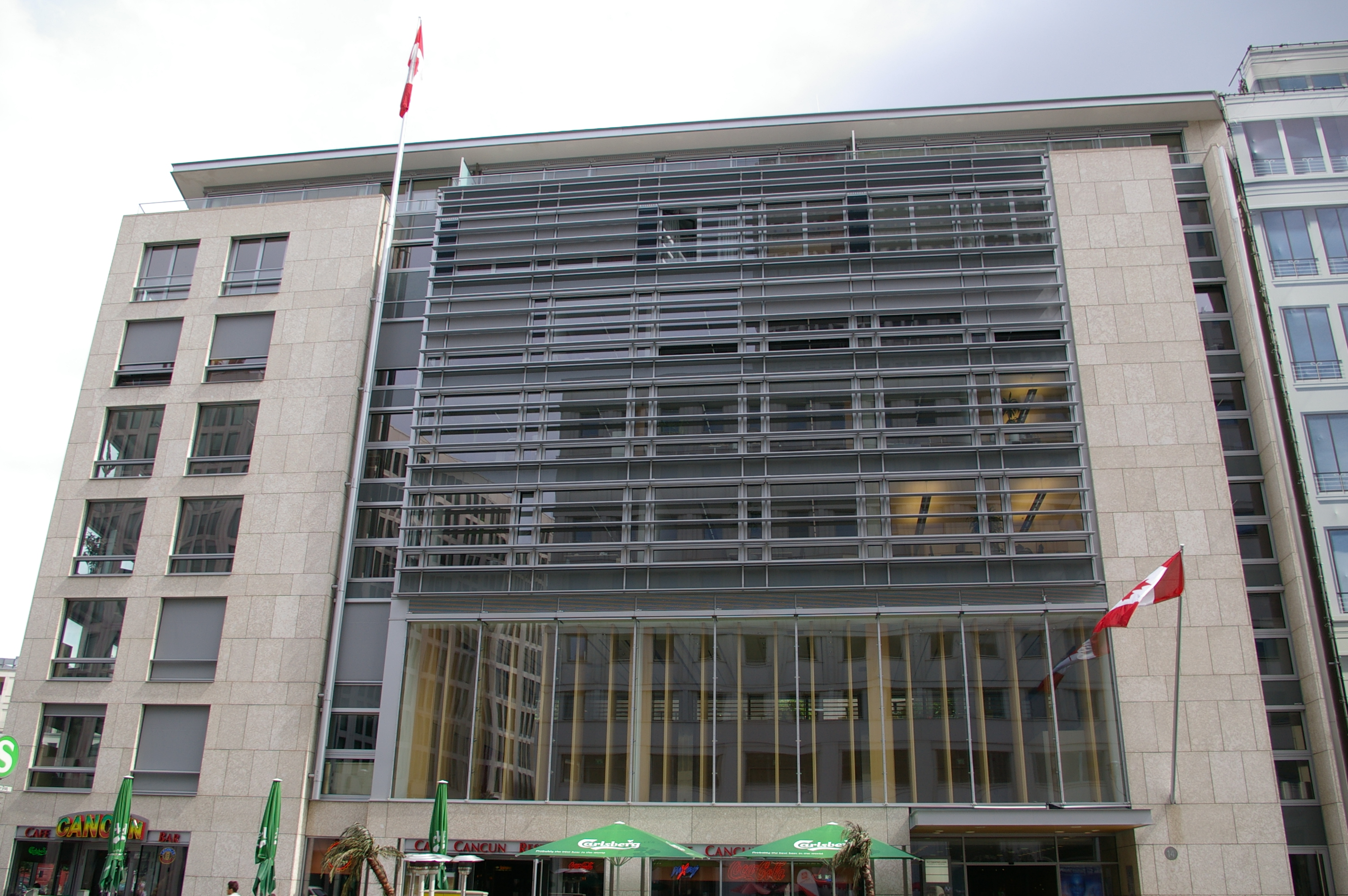
Ambassade à Berlin.
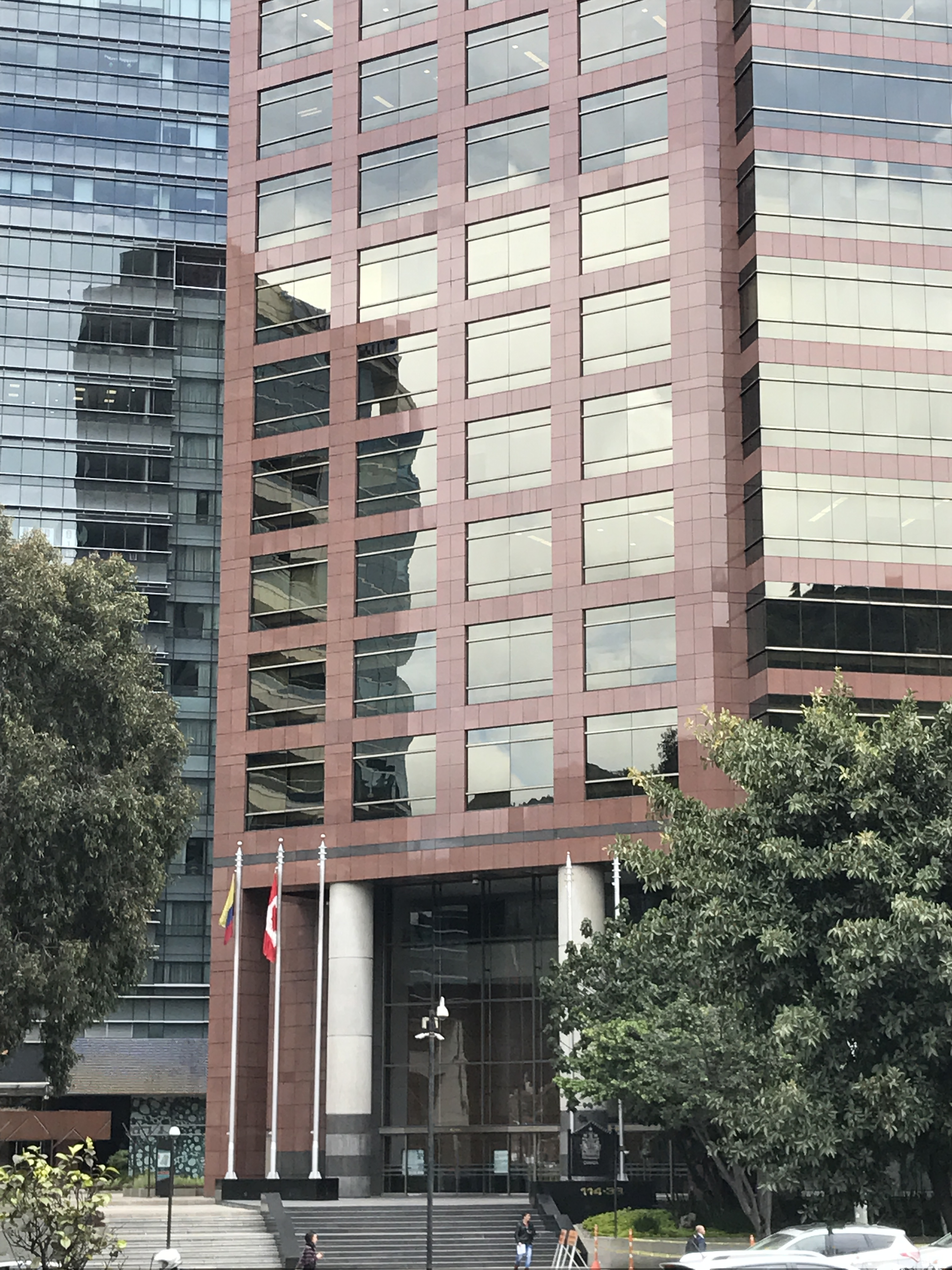
Ambassade à Bogotá.
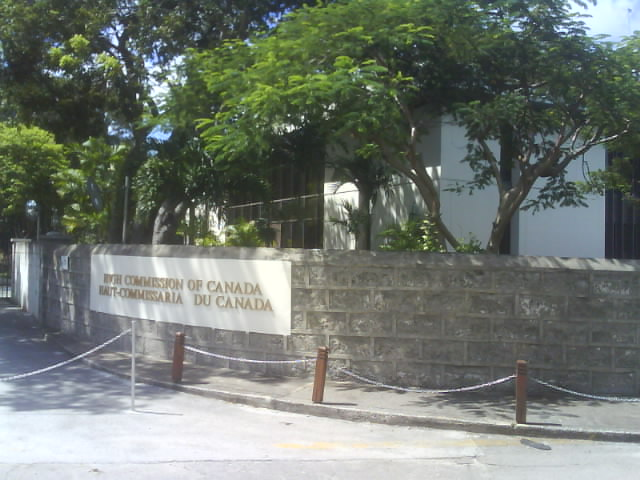
Haut-commissariat à Bridgetown.
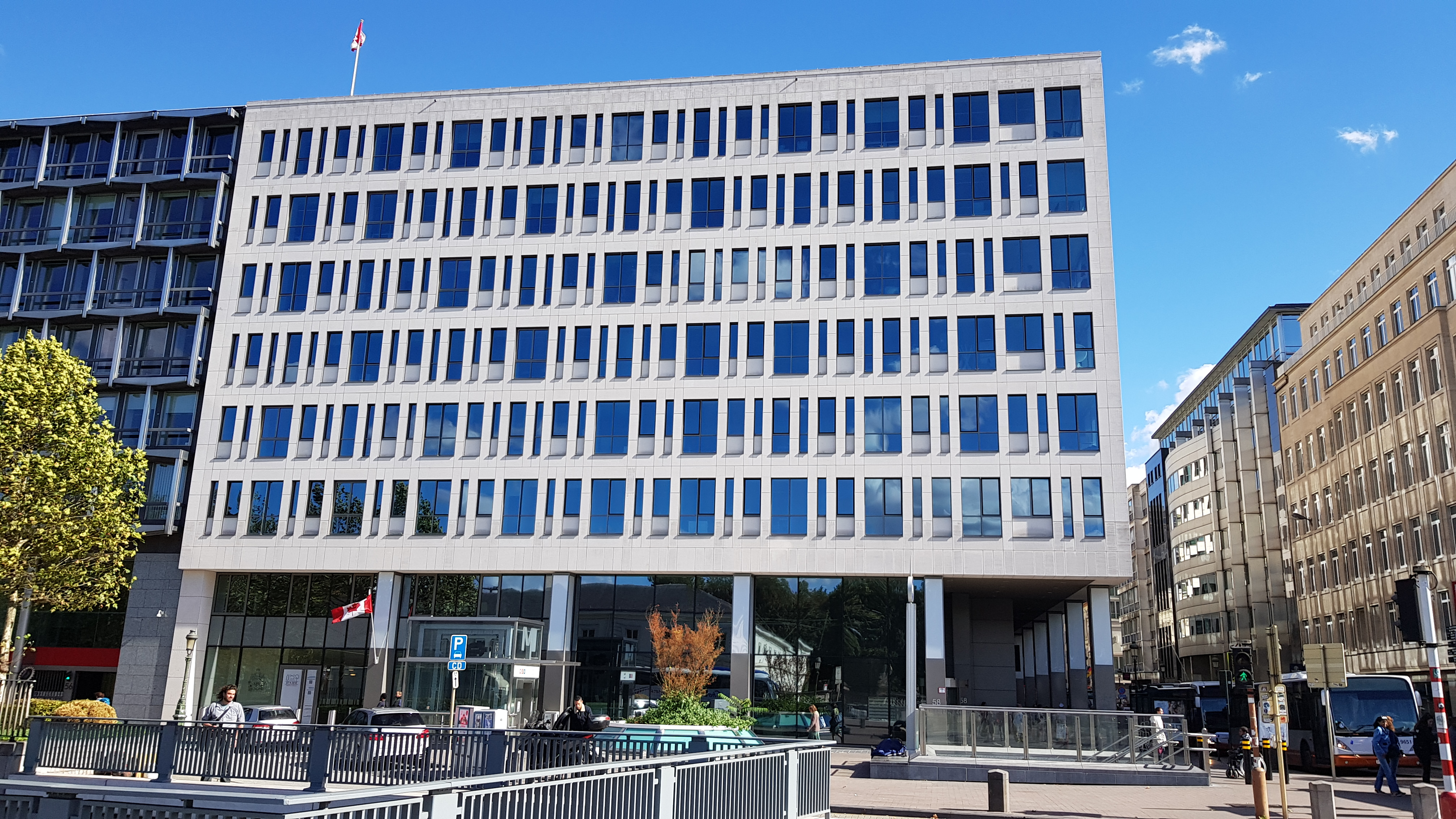
Ambassade à Bruxelles.
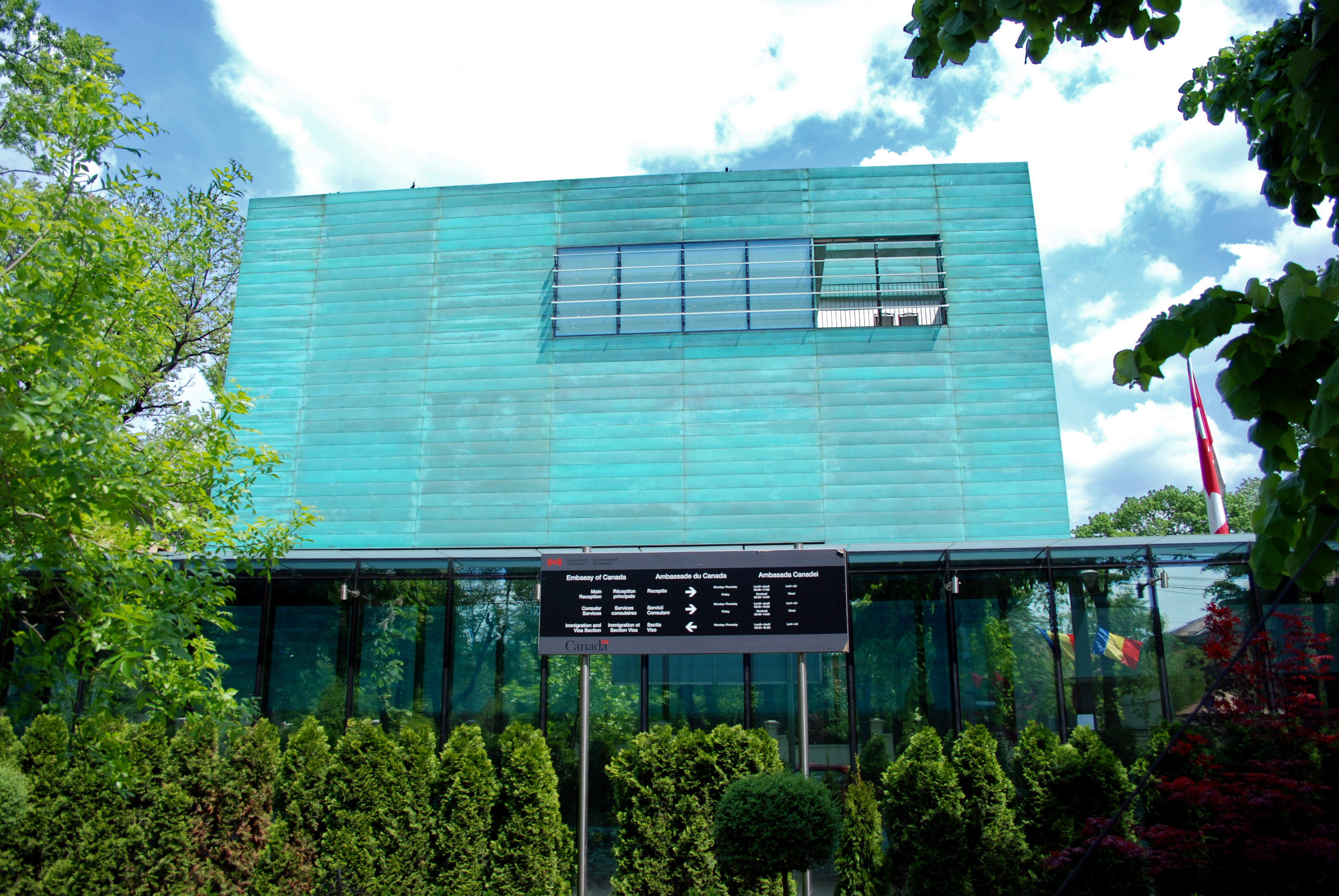
Ambassade à Bucarest.
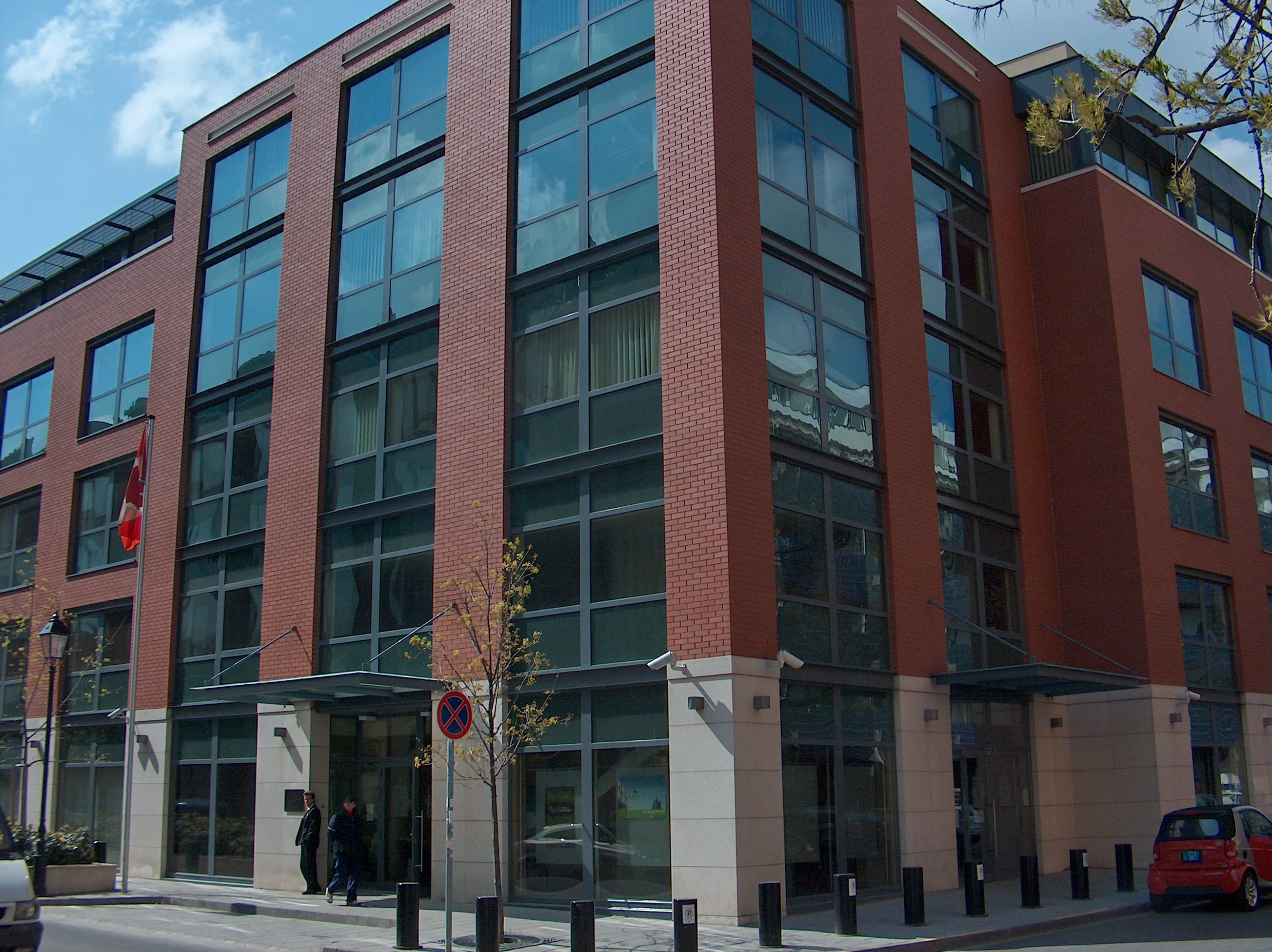
Ambassade à Budapest.
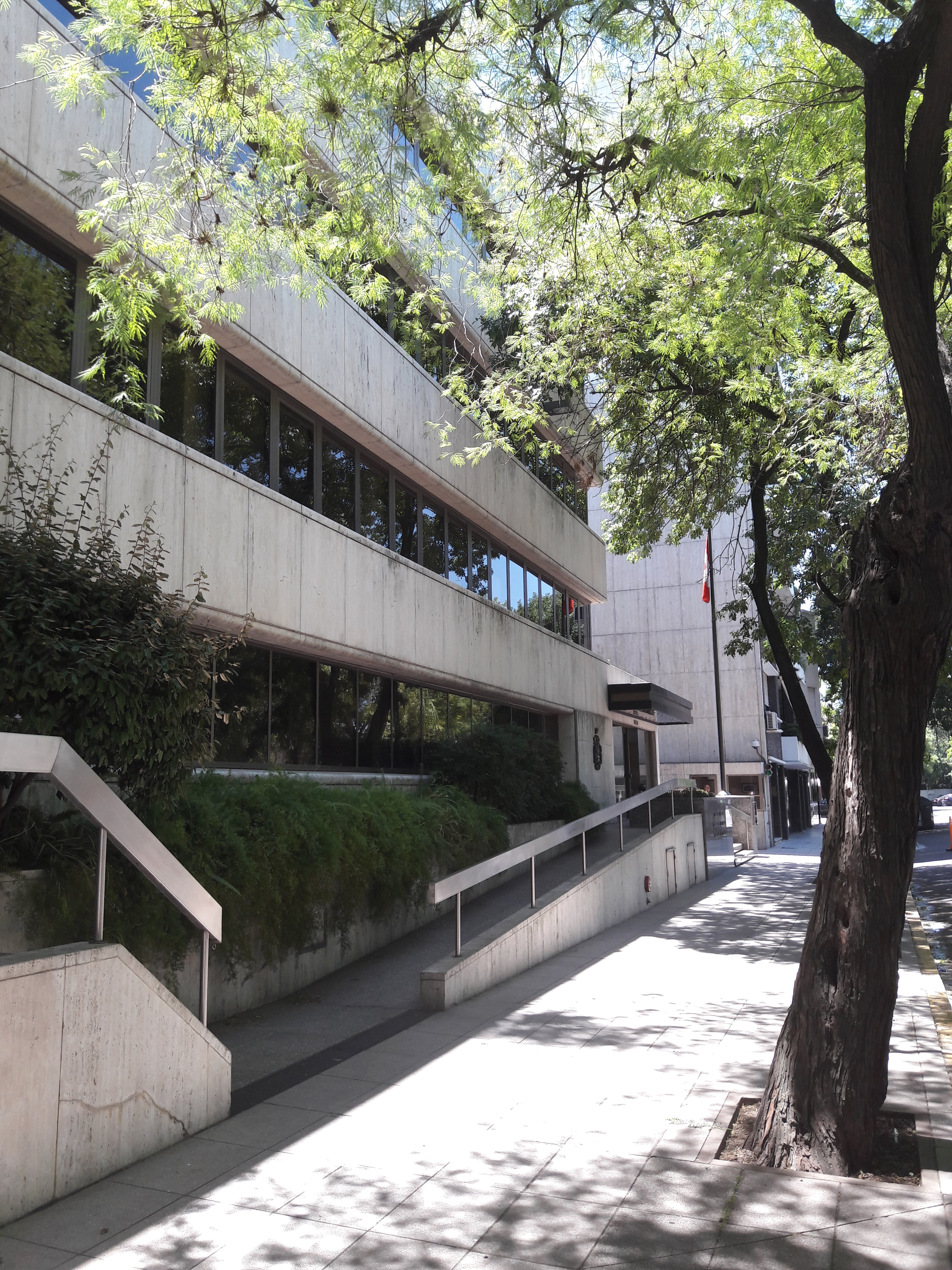
Ambassade à Buenos Aires.
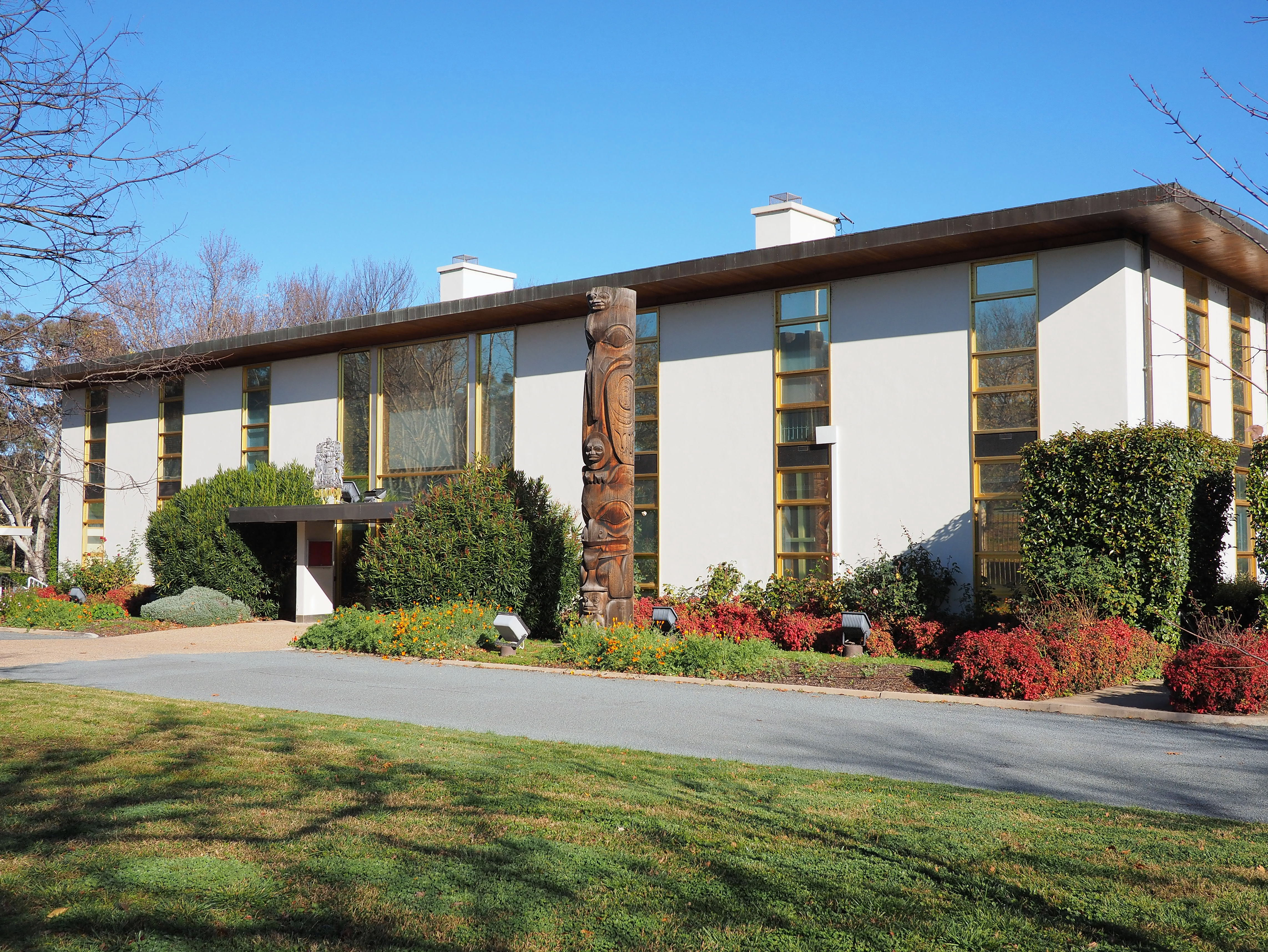
Haut-commissariat à Canberra.
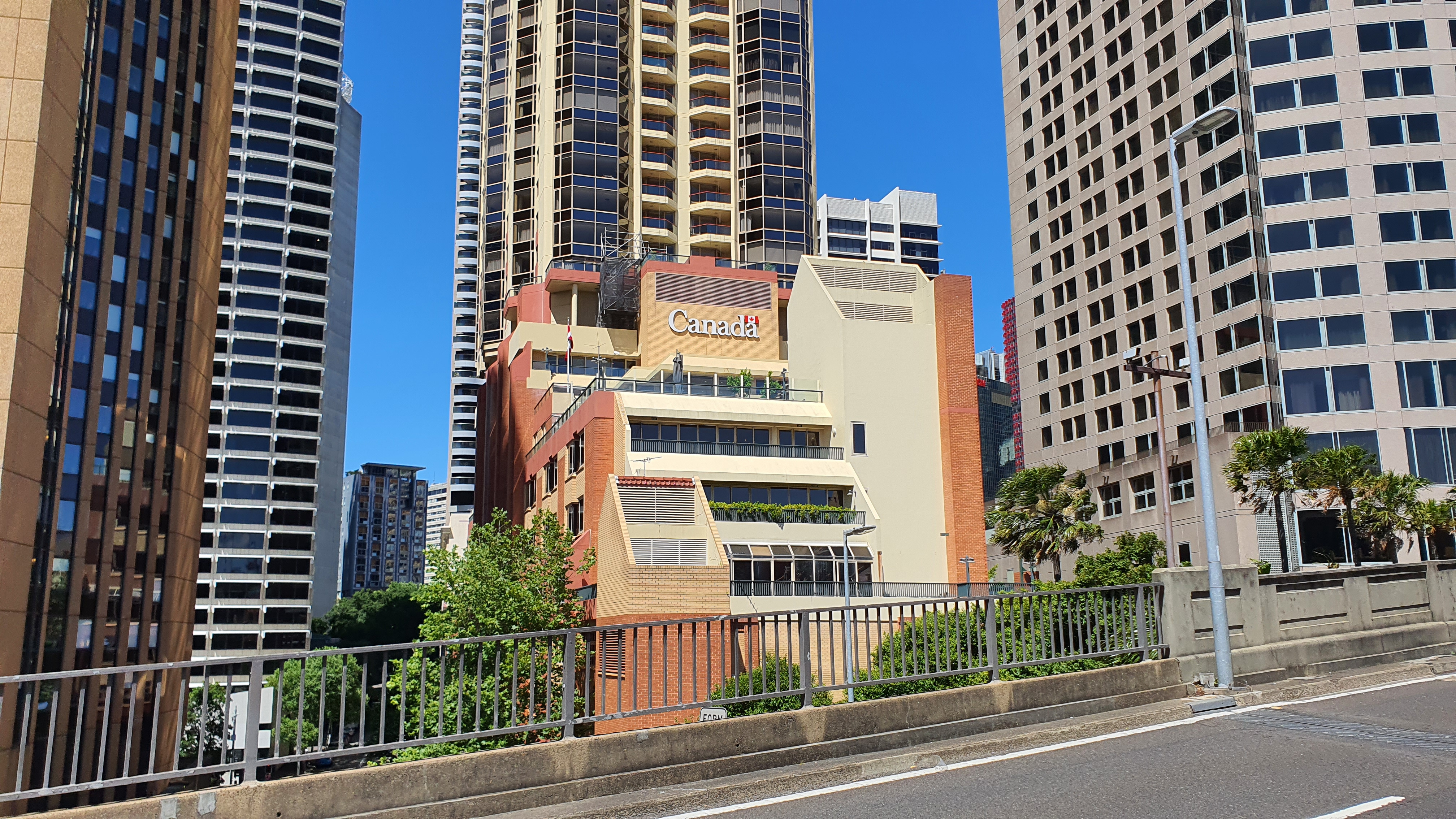
Consulat général à Sydney.
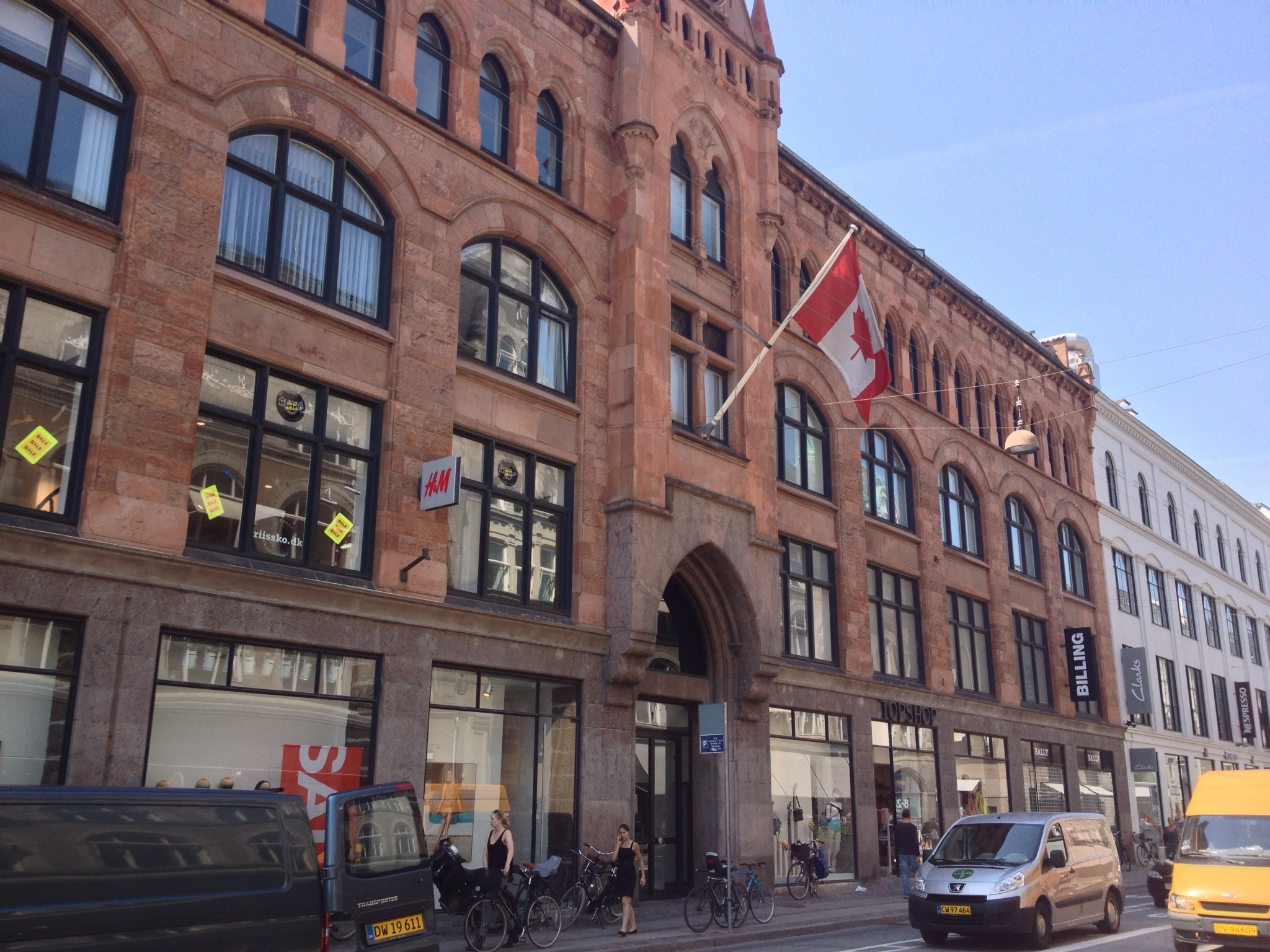
Ambassade à Copenhague.
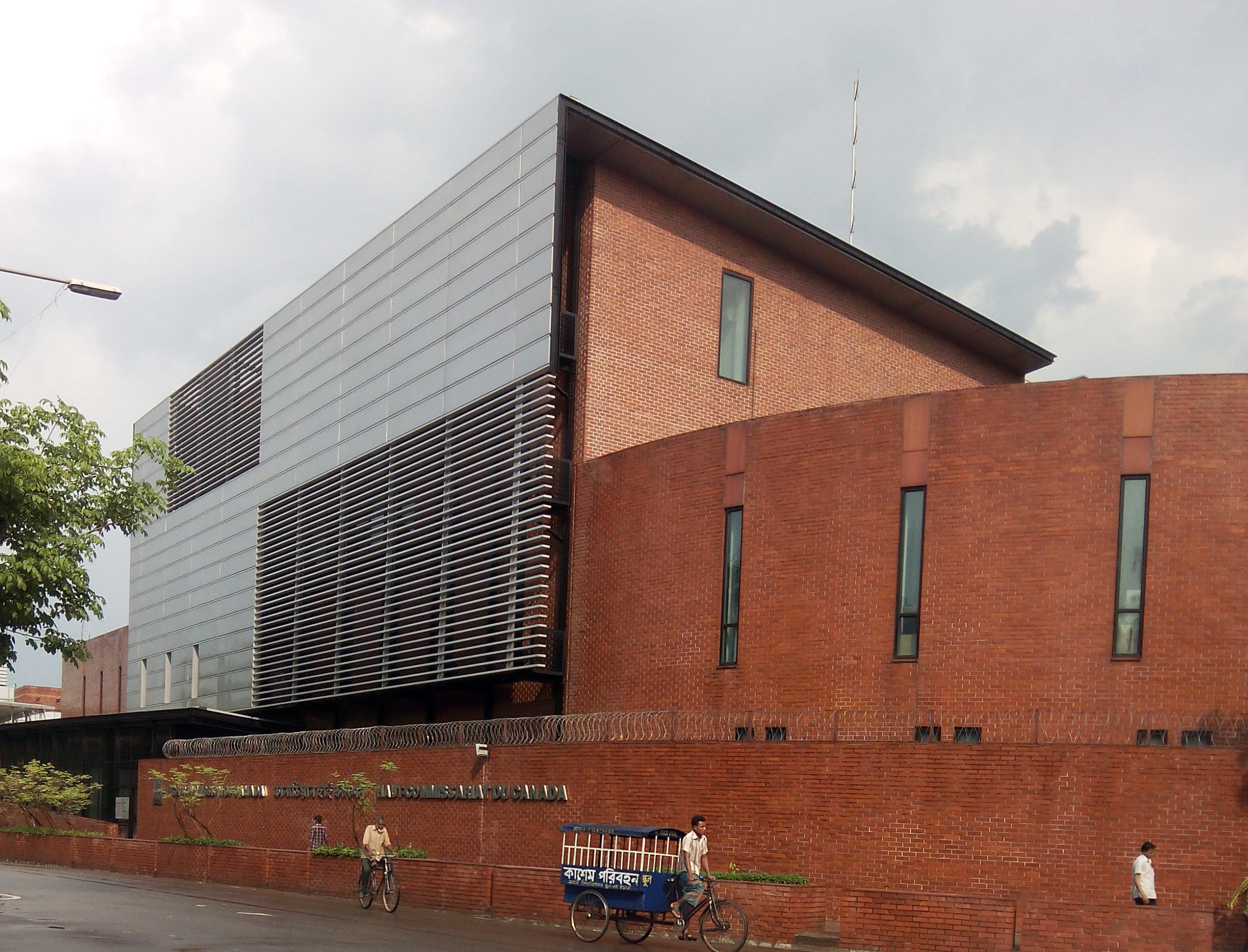
Haut-commissariat à Dacca.
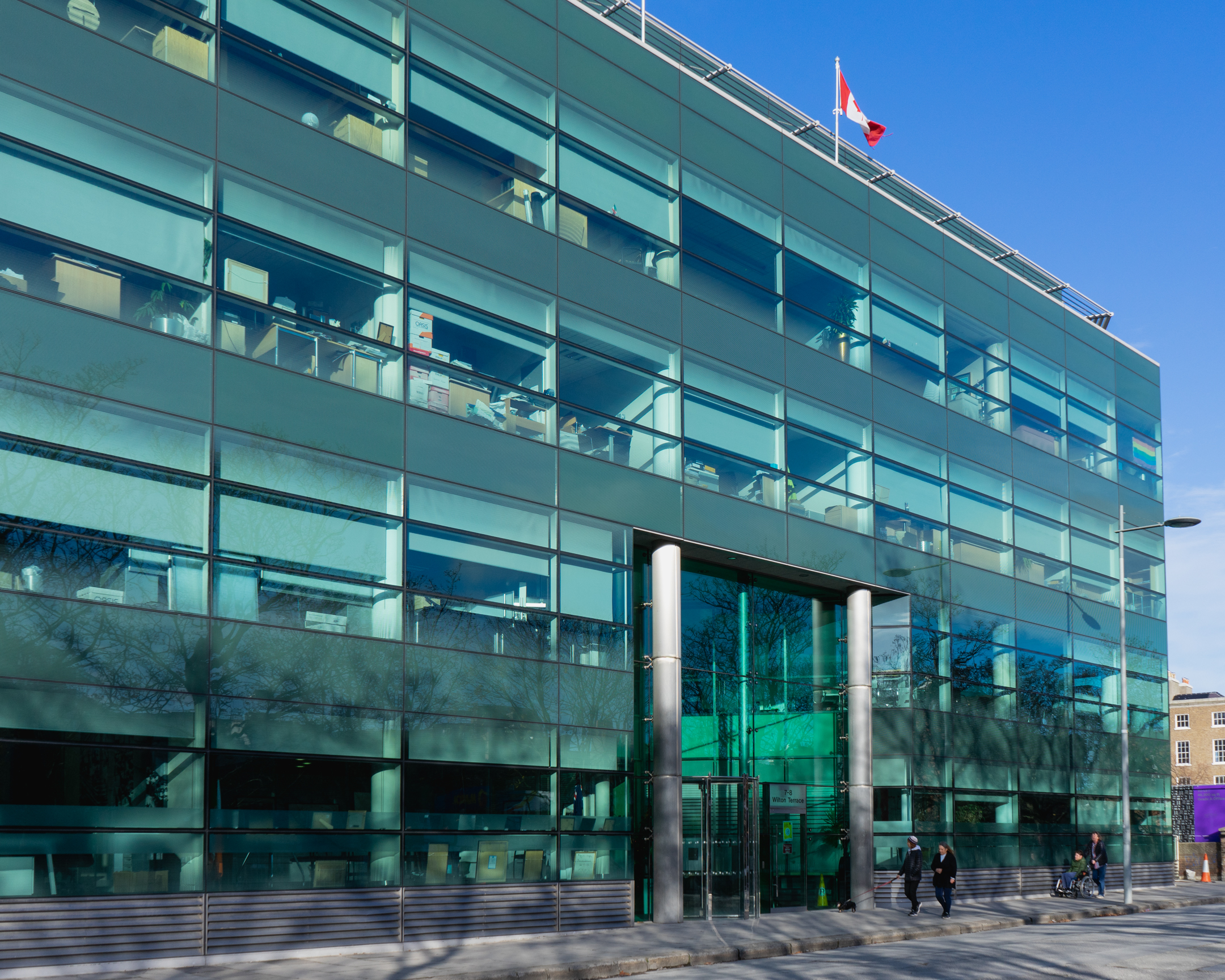
Ambassade à Dublin.
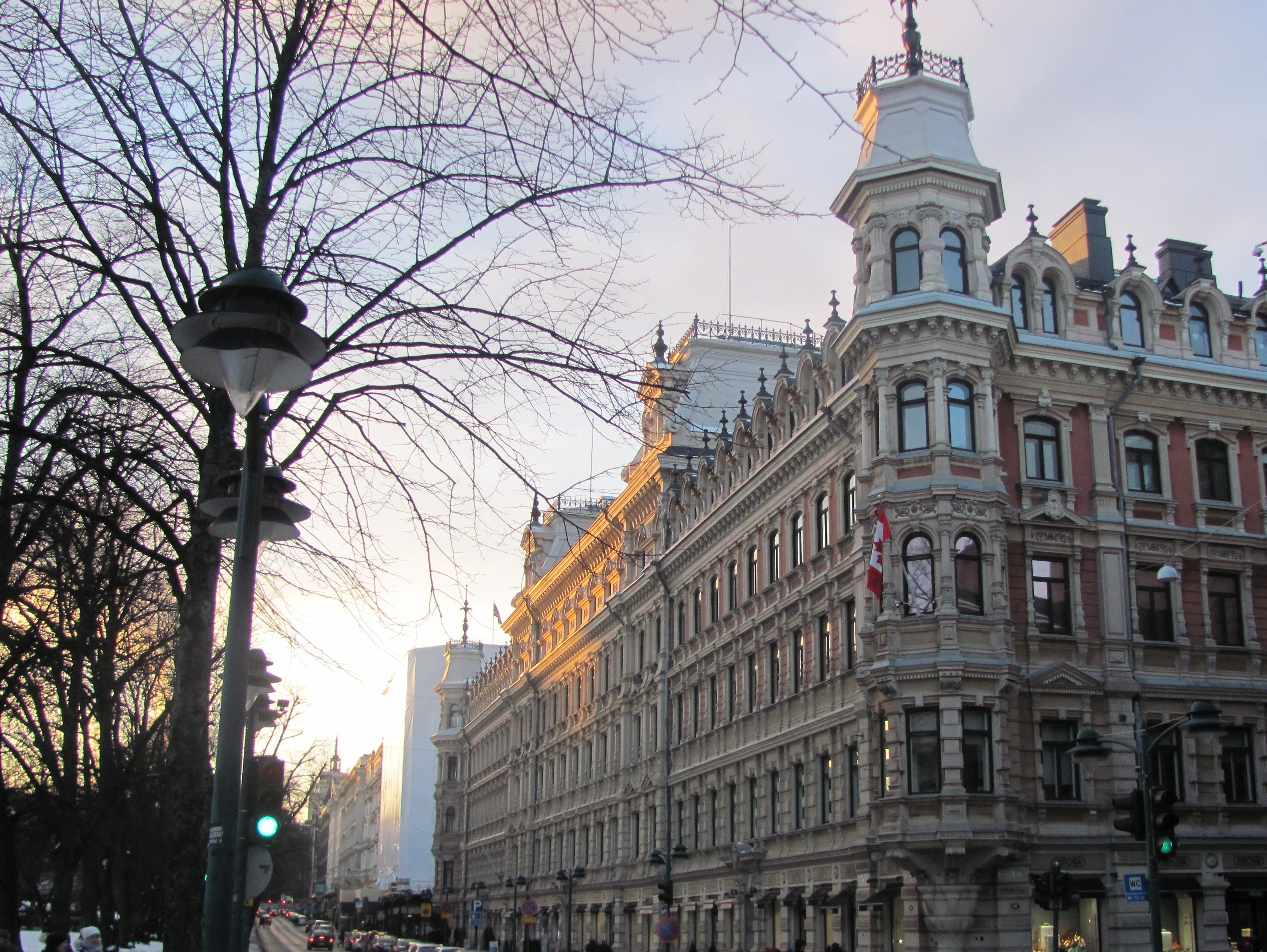
Ambassade à Helsinki.
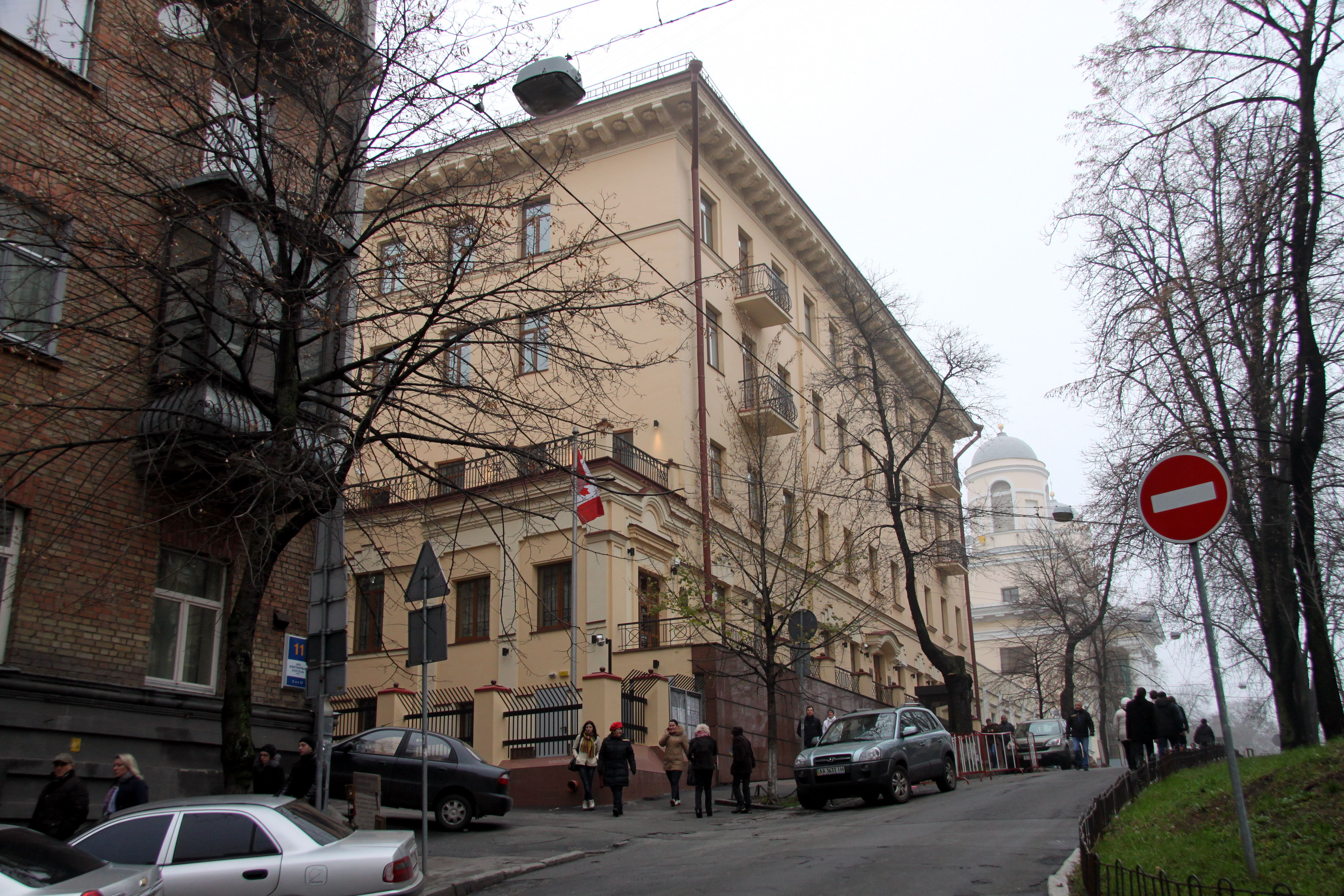
Ambassade à Kiev.
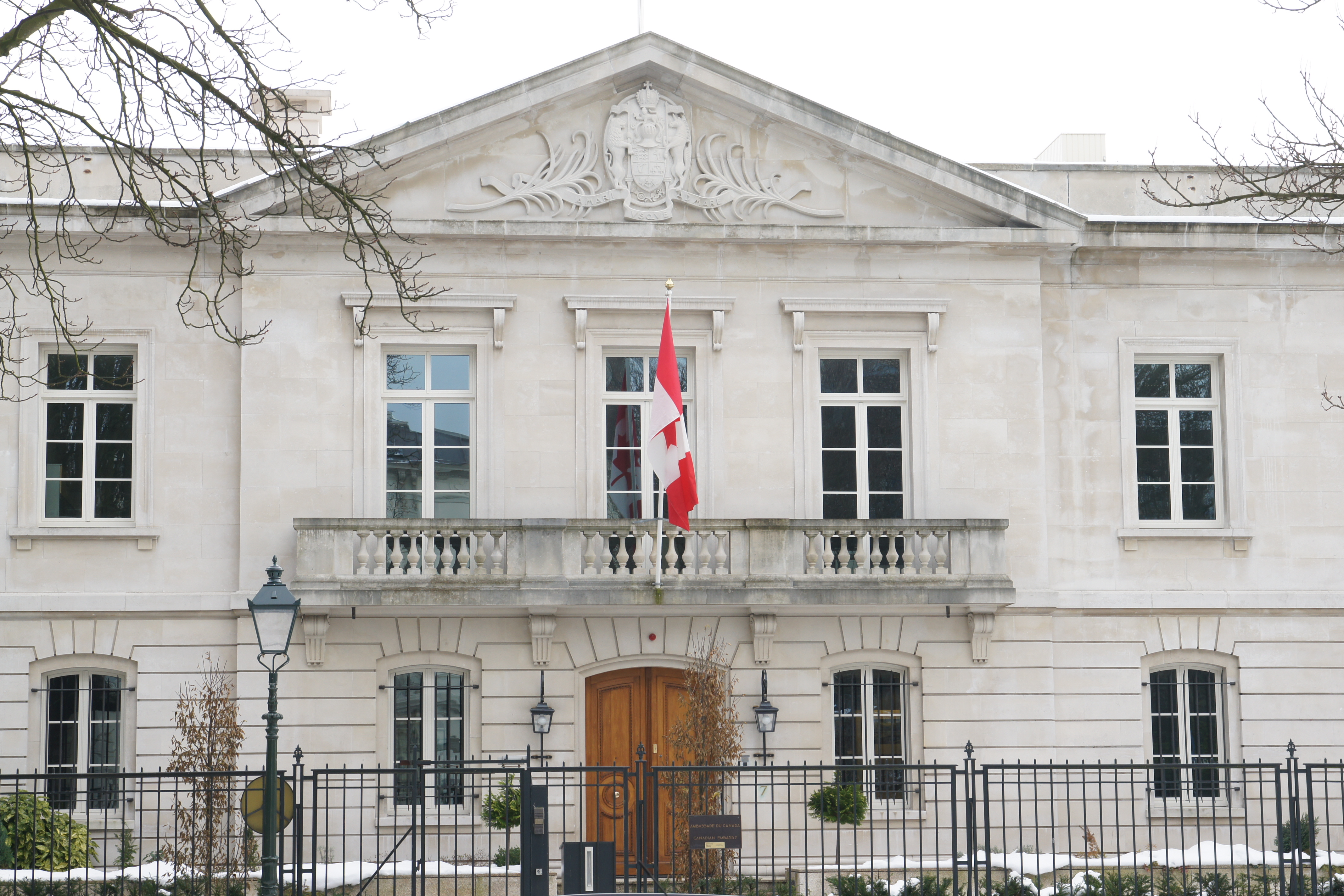
Ambassade à La Haye.
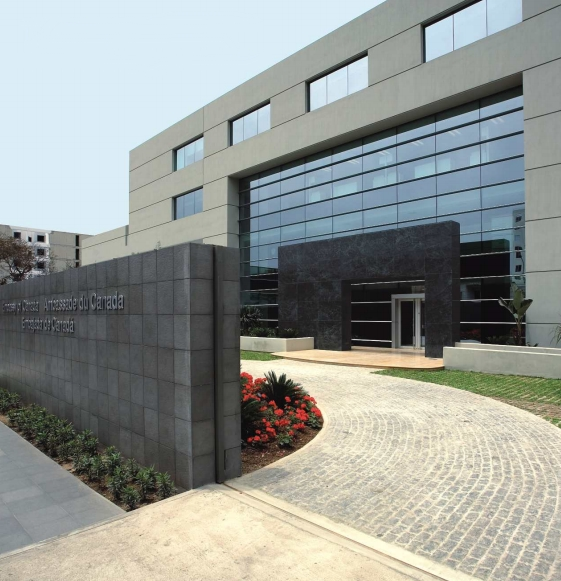
Ambassade à Lima.
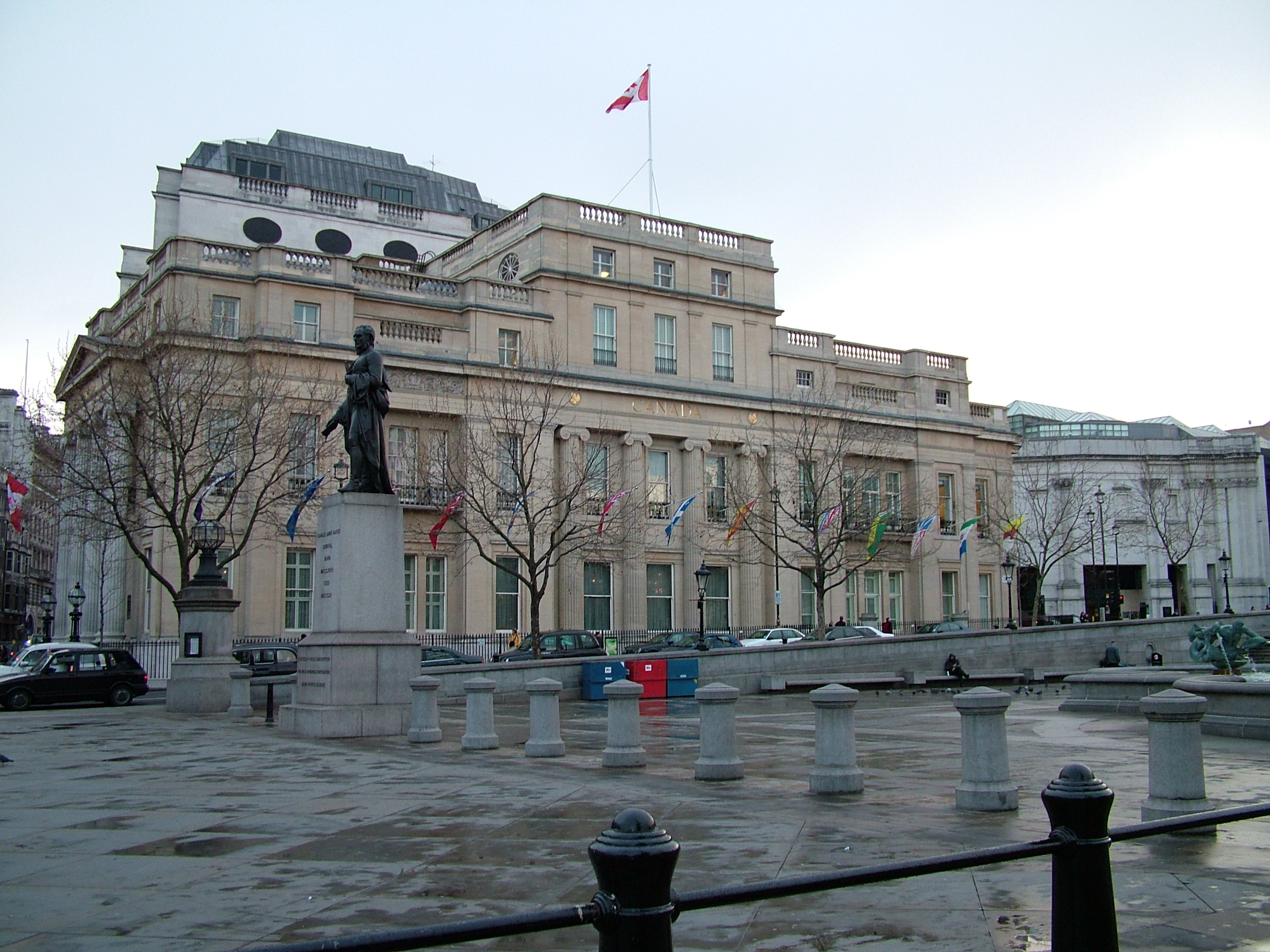
Haut-commissariat à Londres.
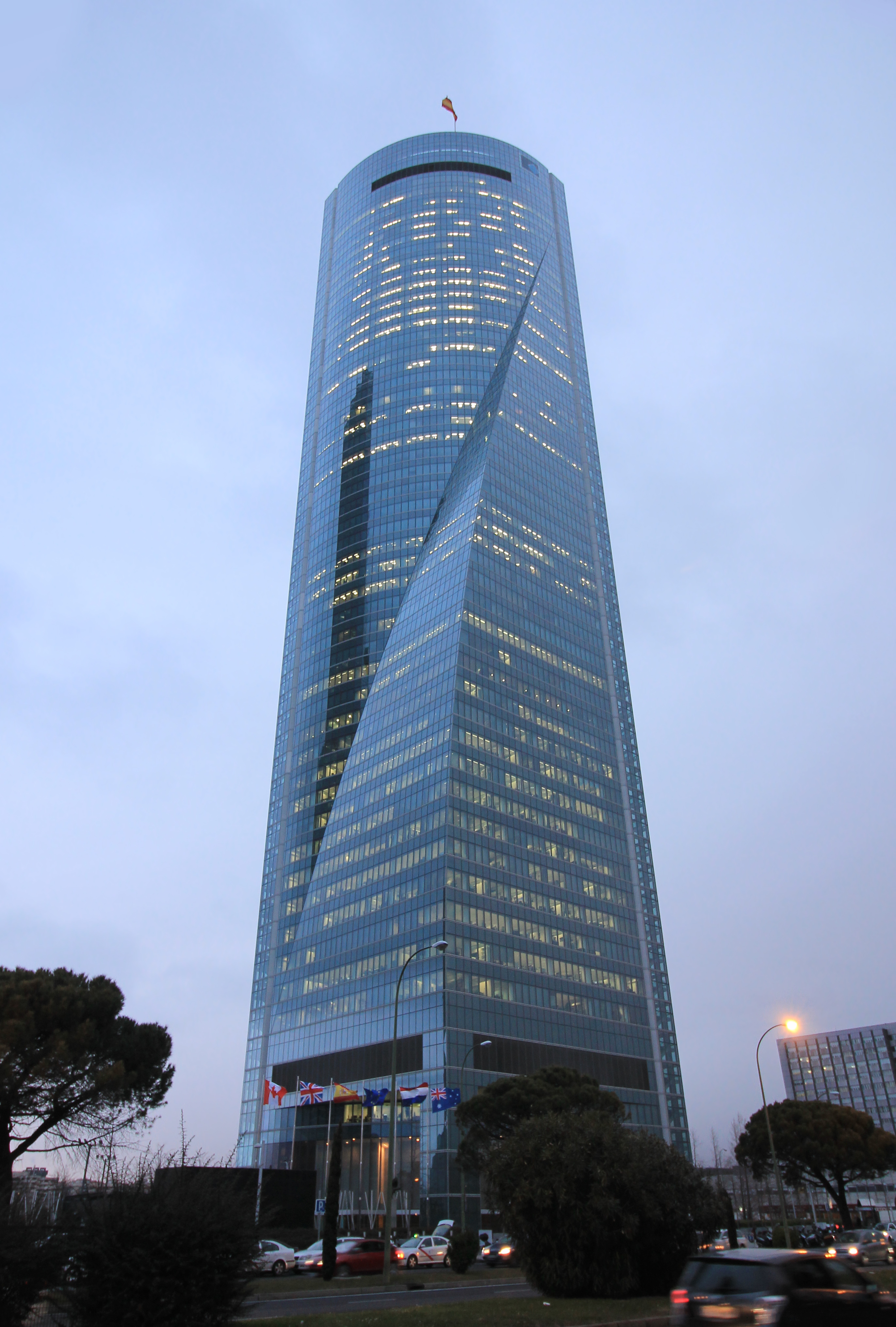
Ambassade à Madrid.
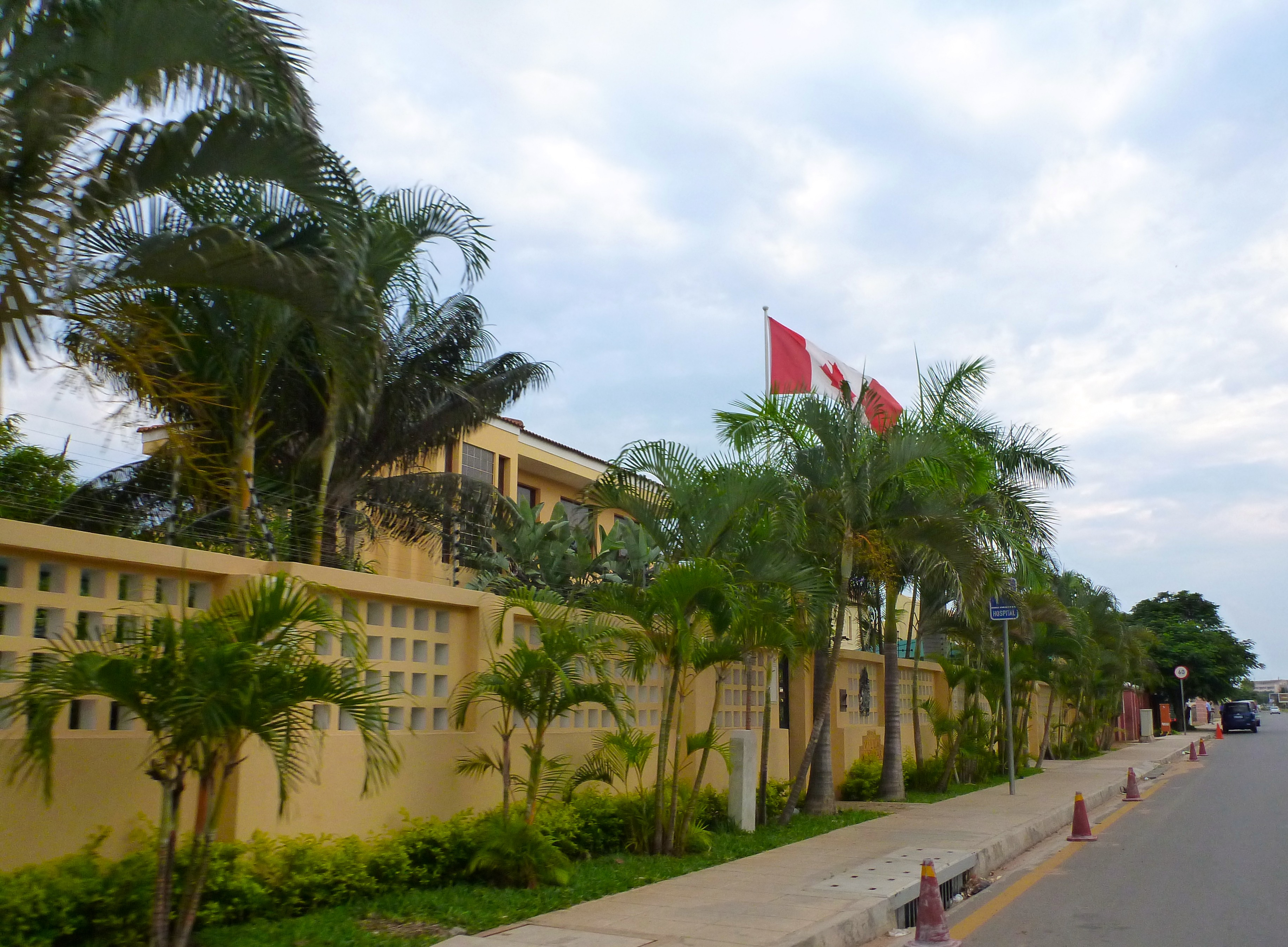
Haut-commissariat à Maputo.
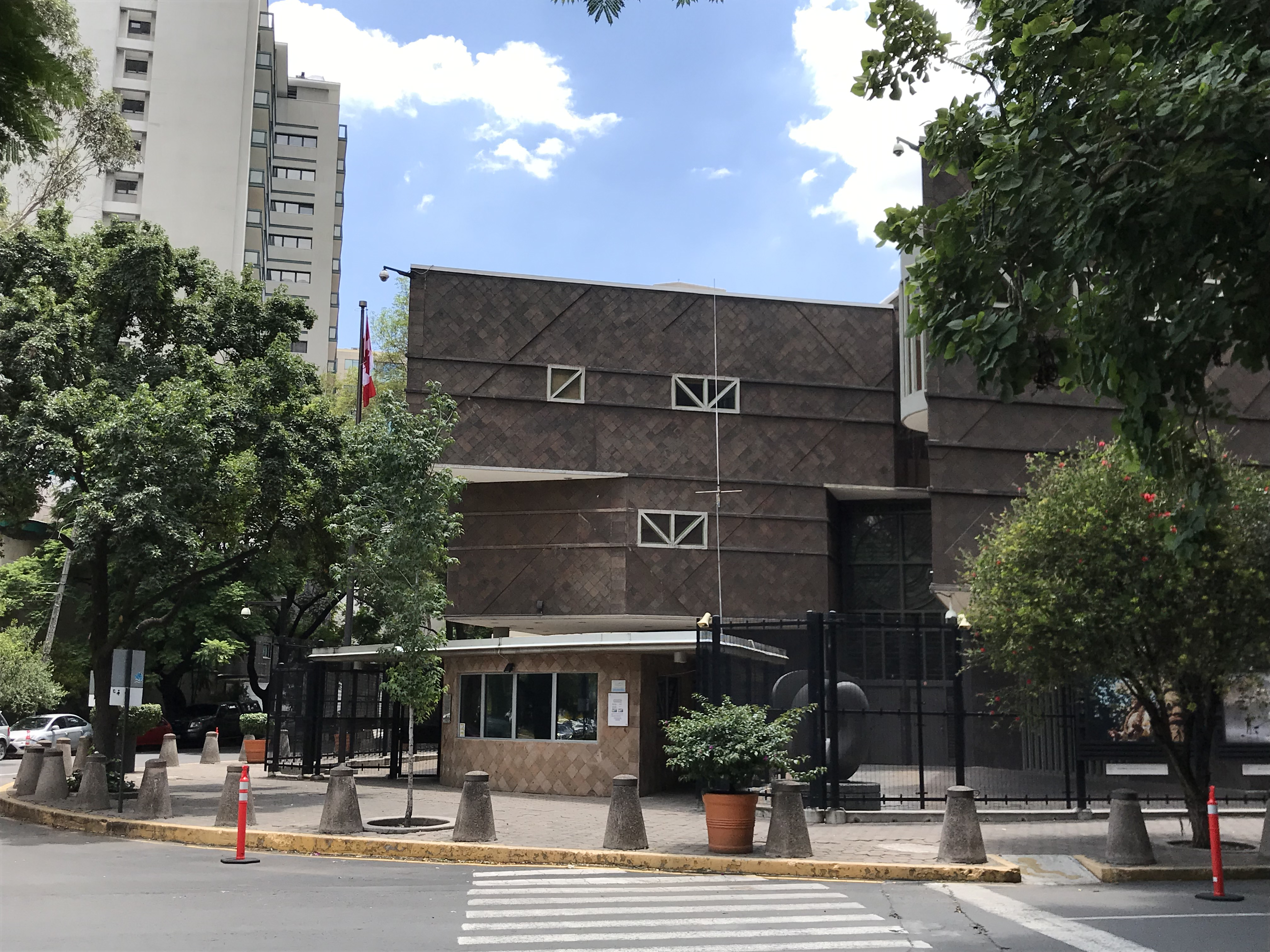
Ambassade à Mexico.
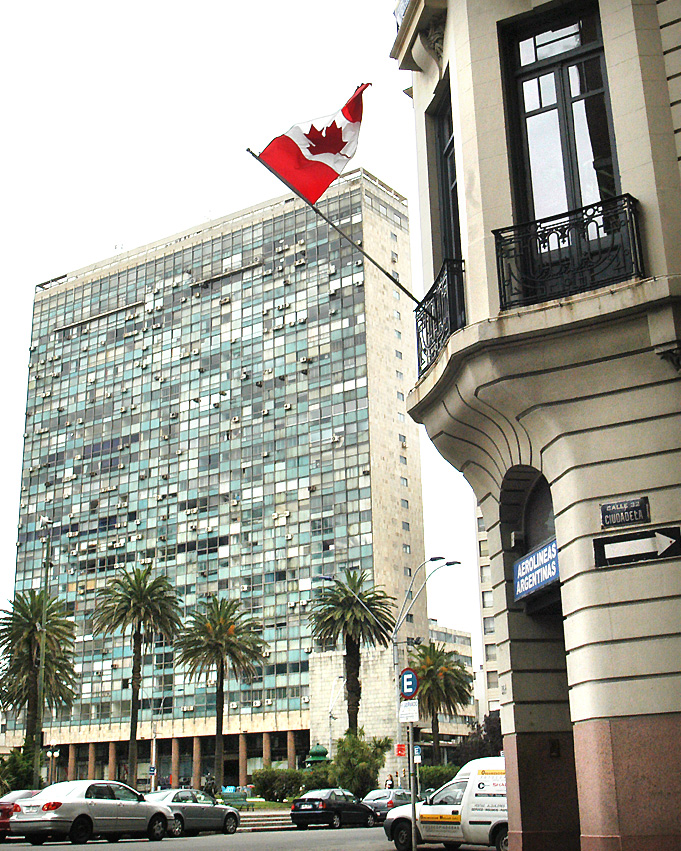
Ambassade à Montevideo.
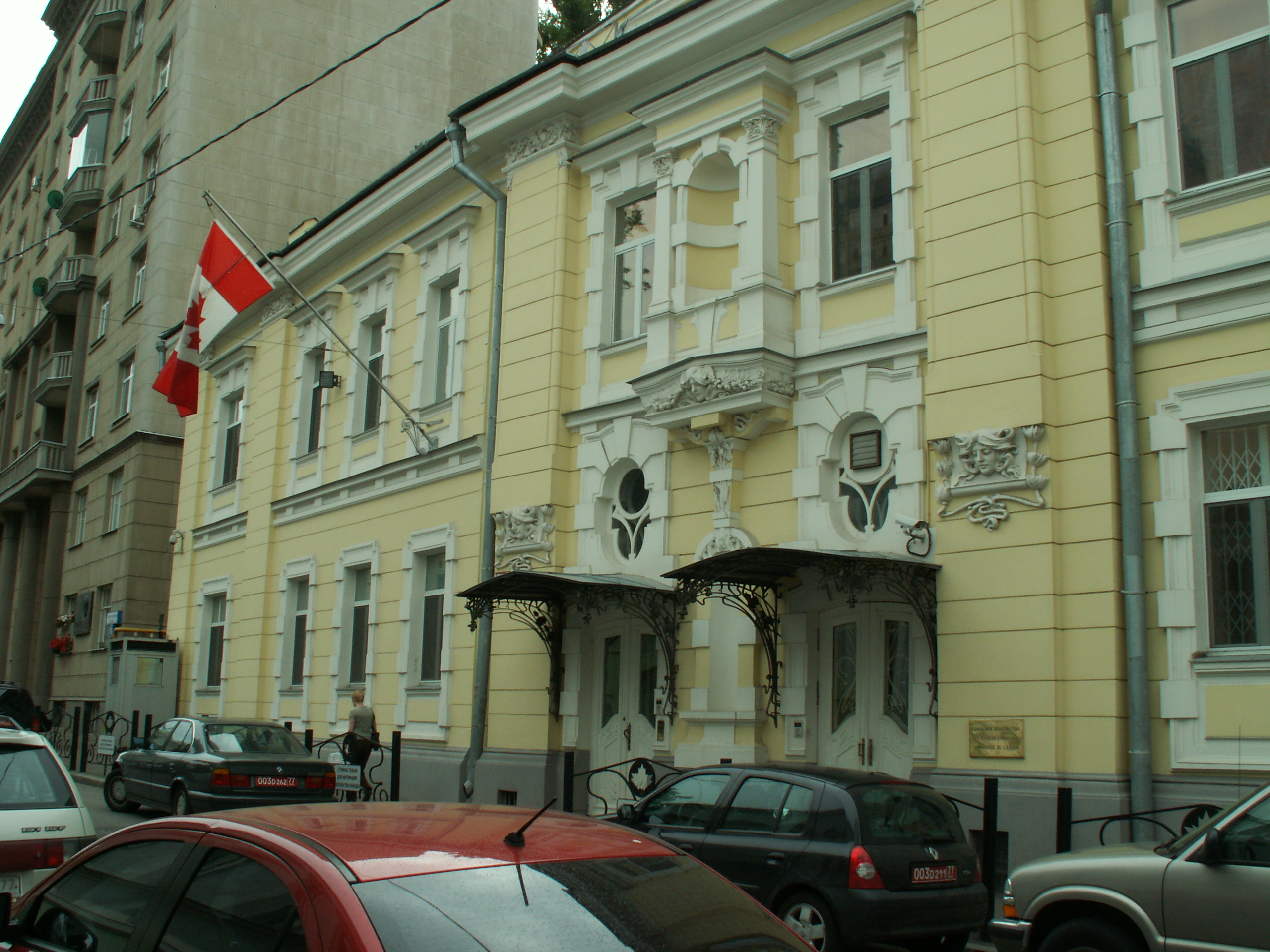
Ambassade à Moscou.
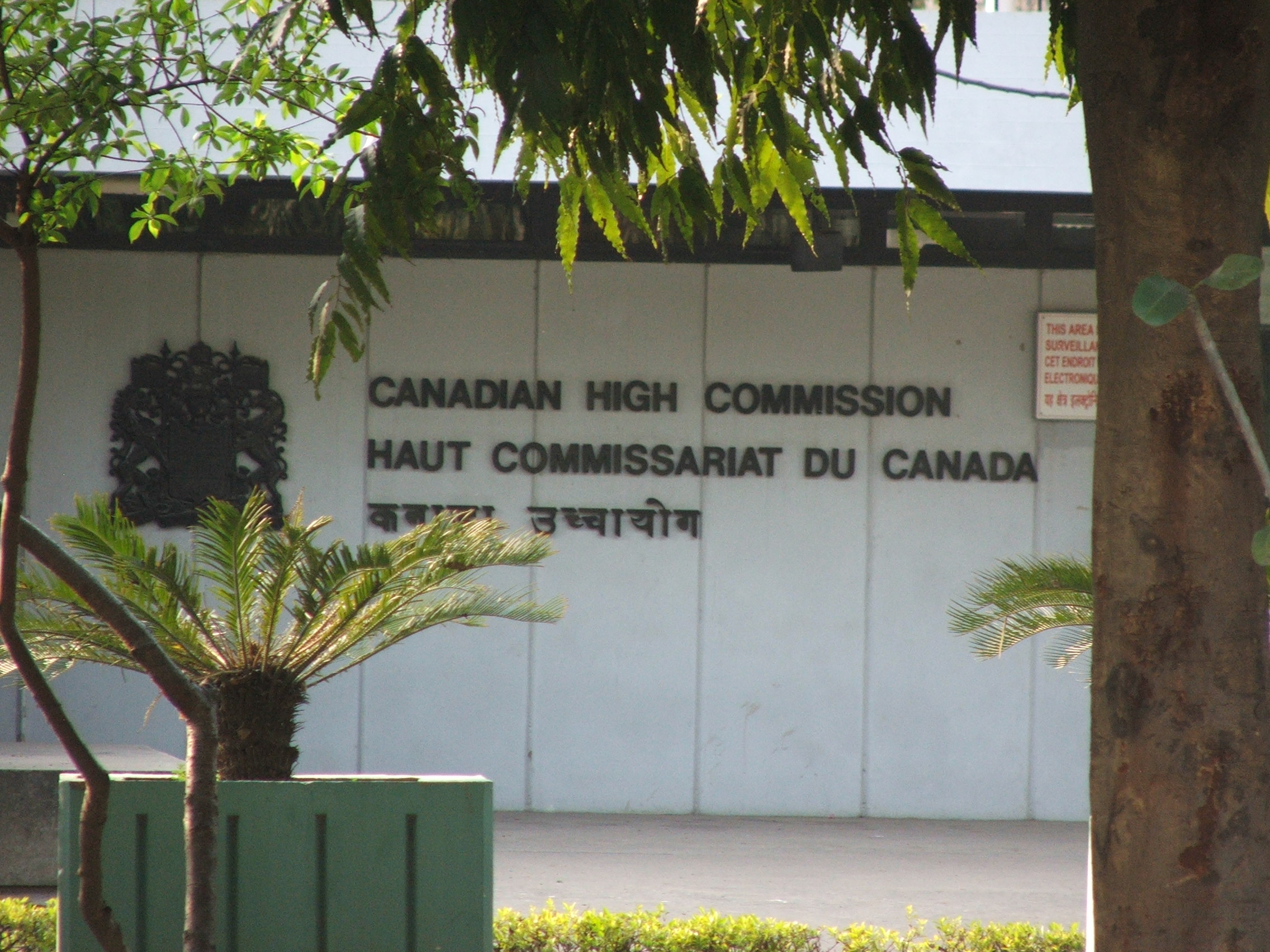
Haut-commissariat à New Delhi.
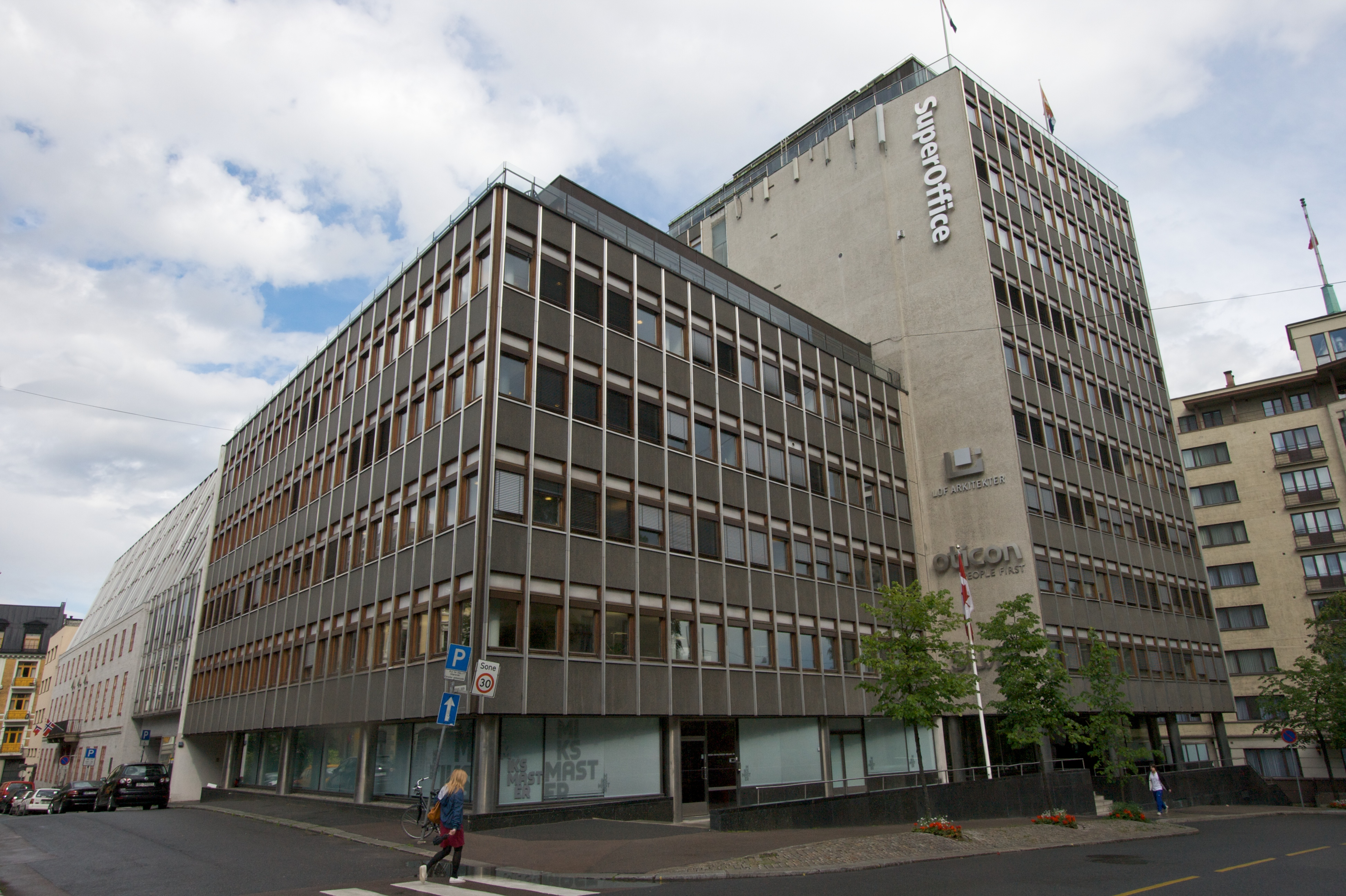
Ambassade à Oslo.
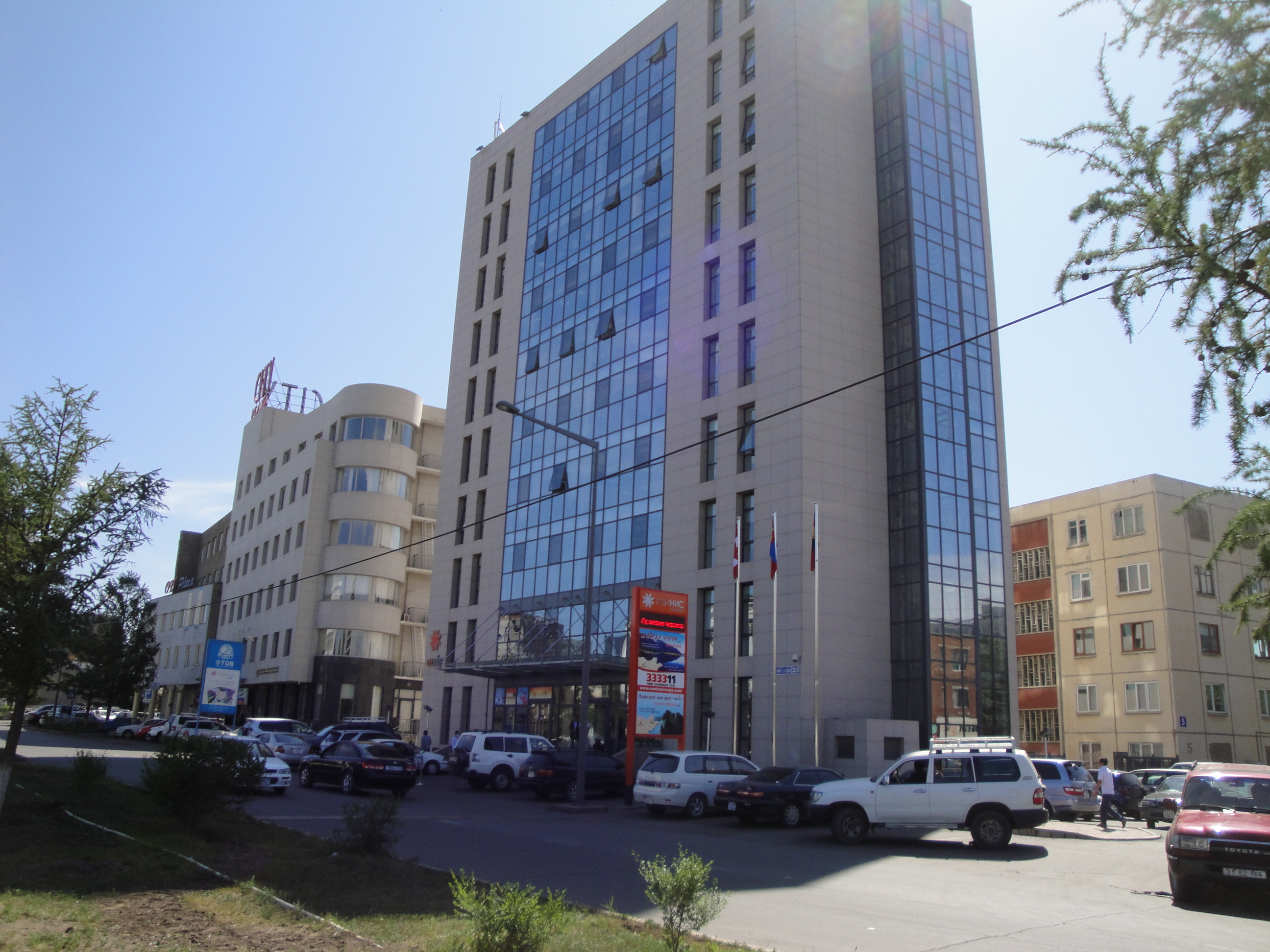
Ambassade à Oulan-Bator.
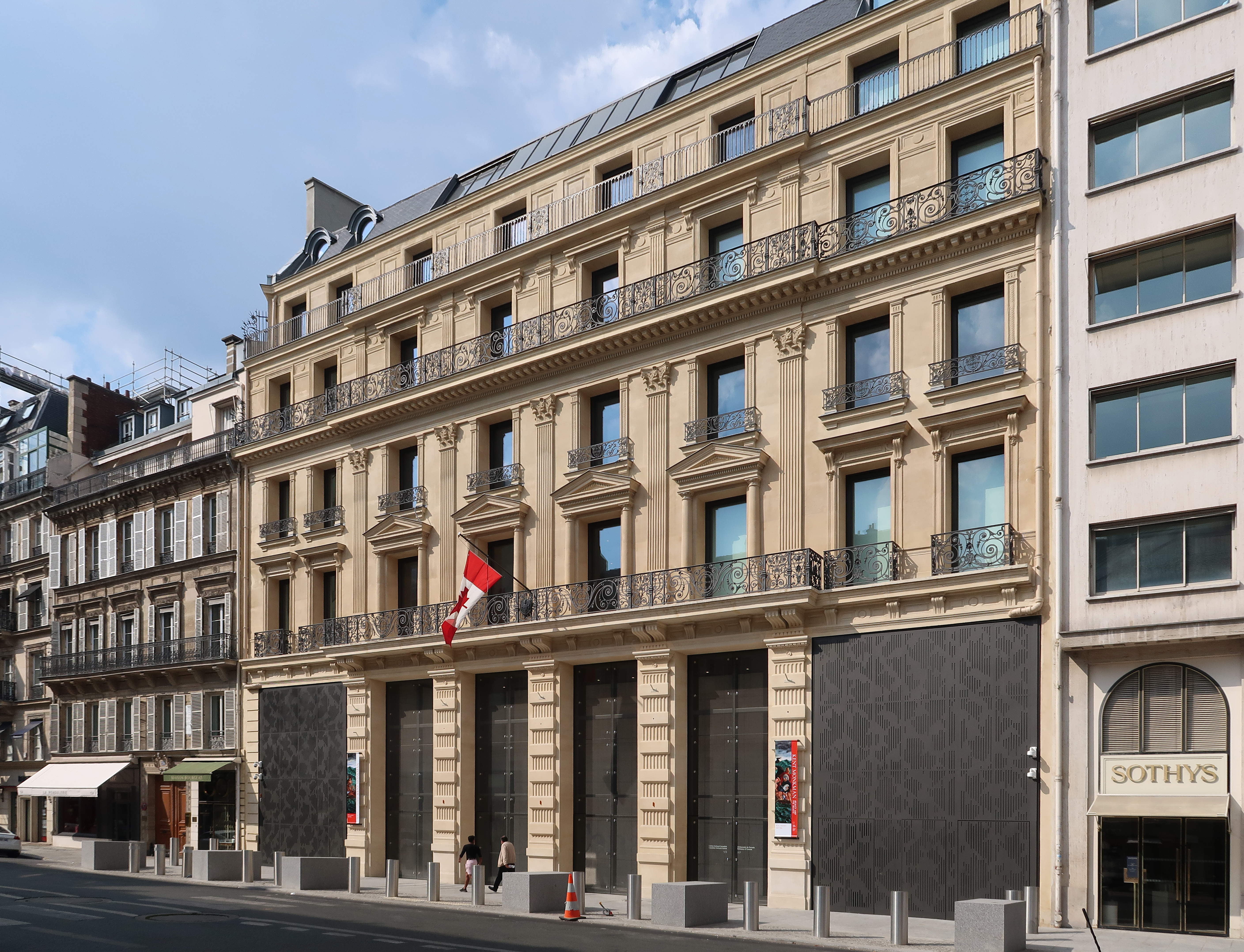
Ambassade à Paris.
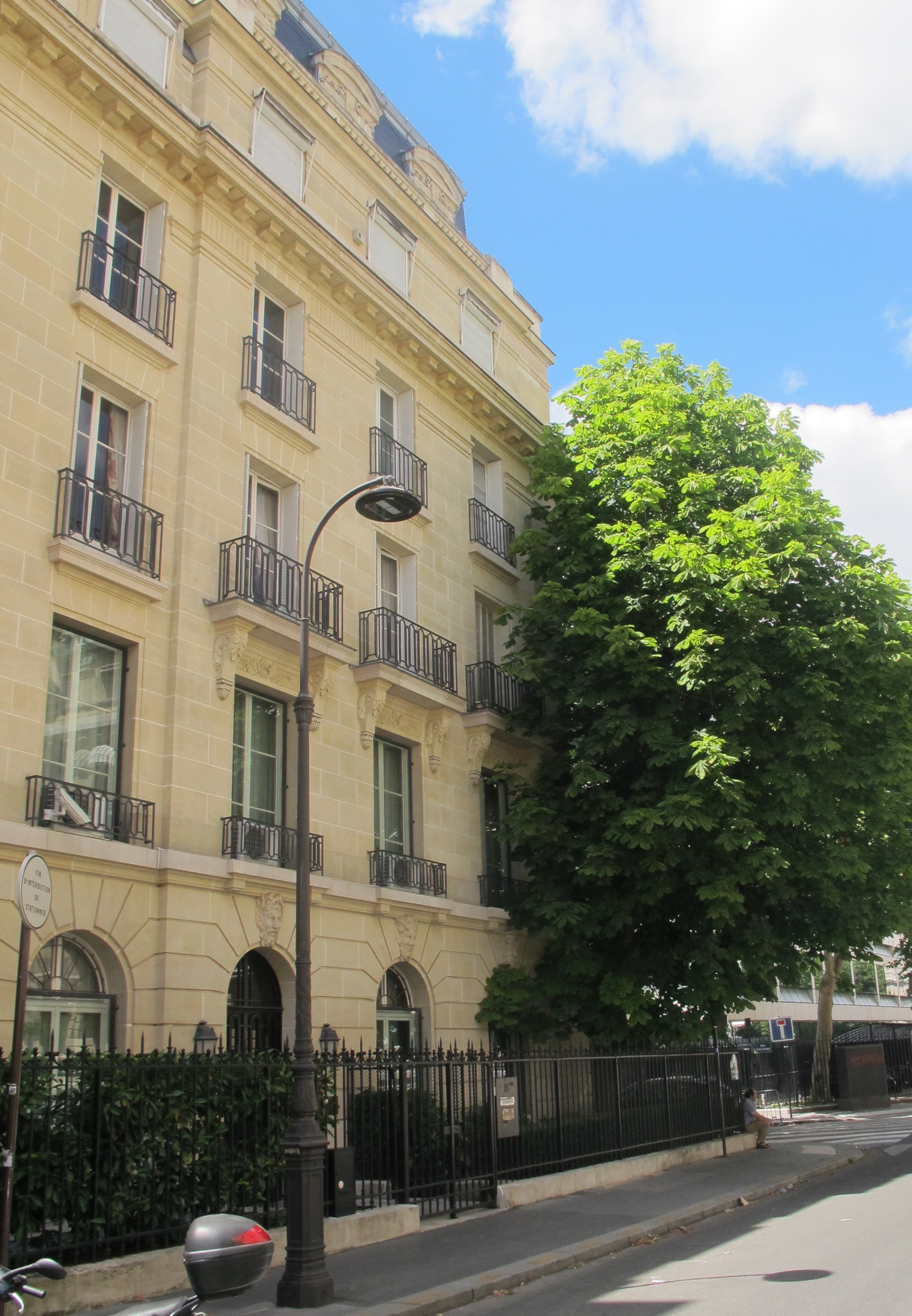
Mission permanente auprès de l'OCDE à Paris.
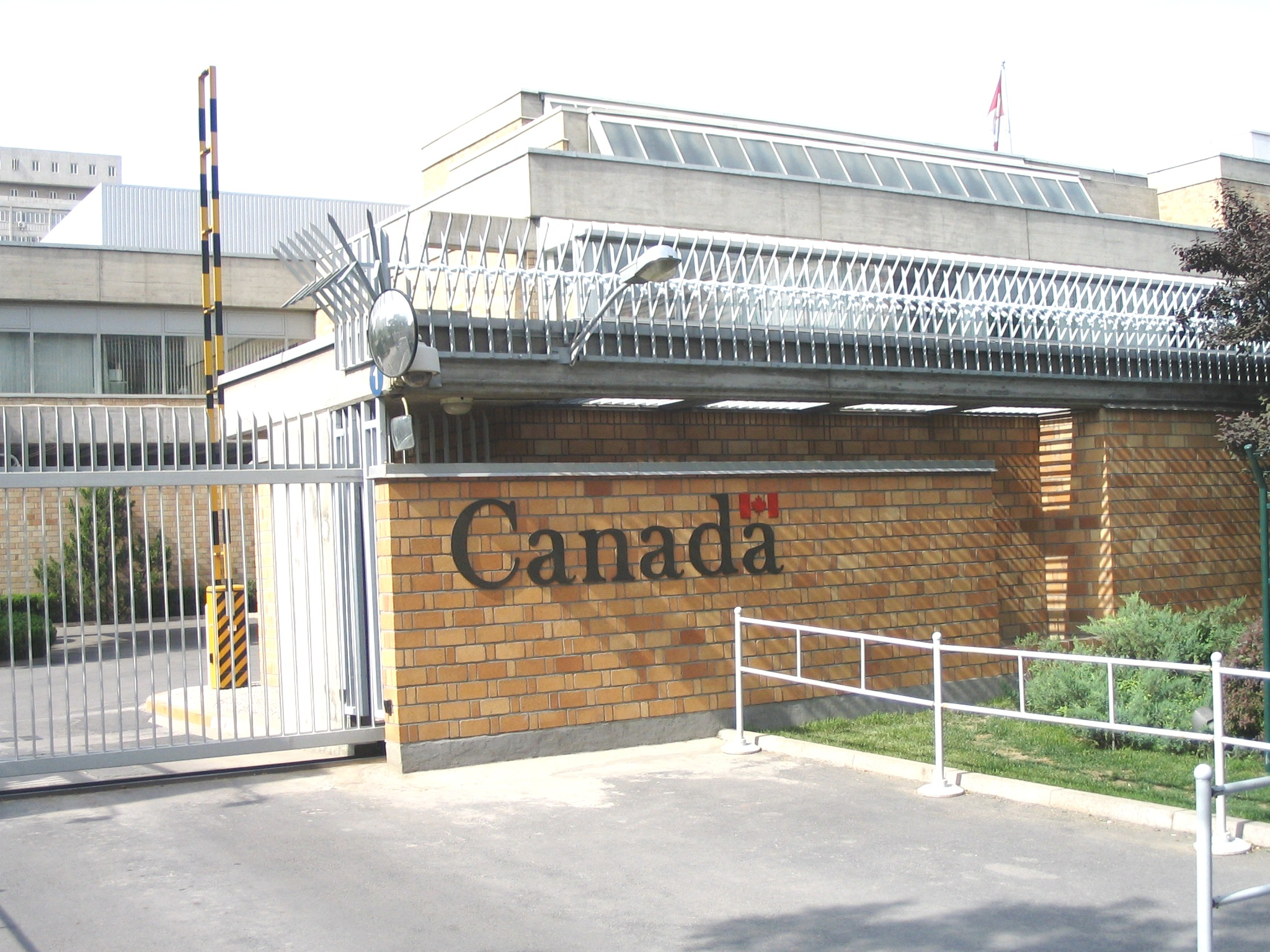
Ambassade à Pekin.
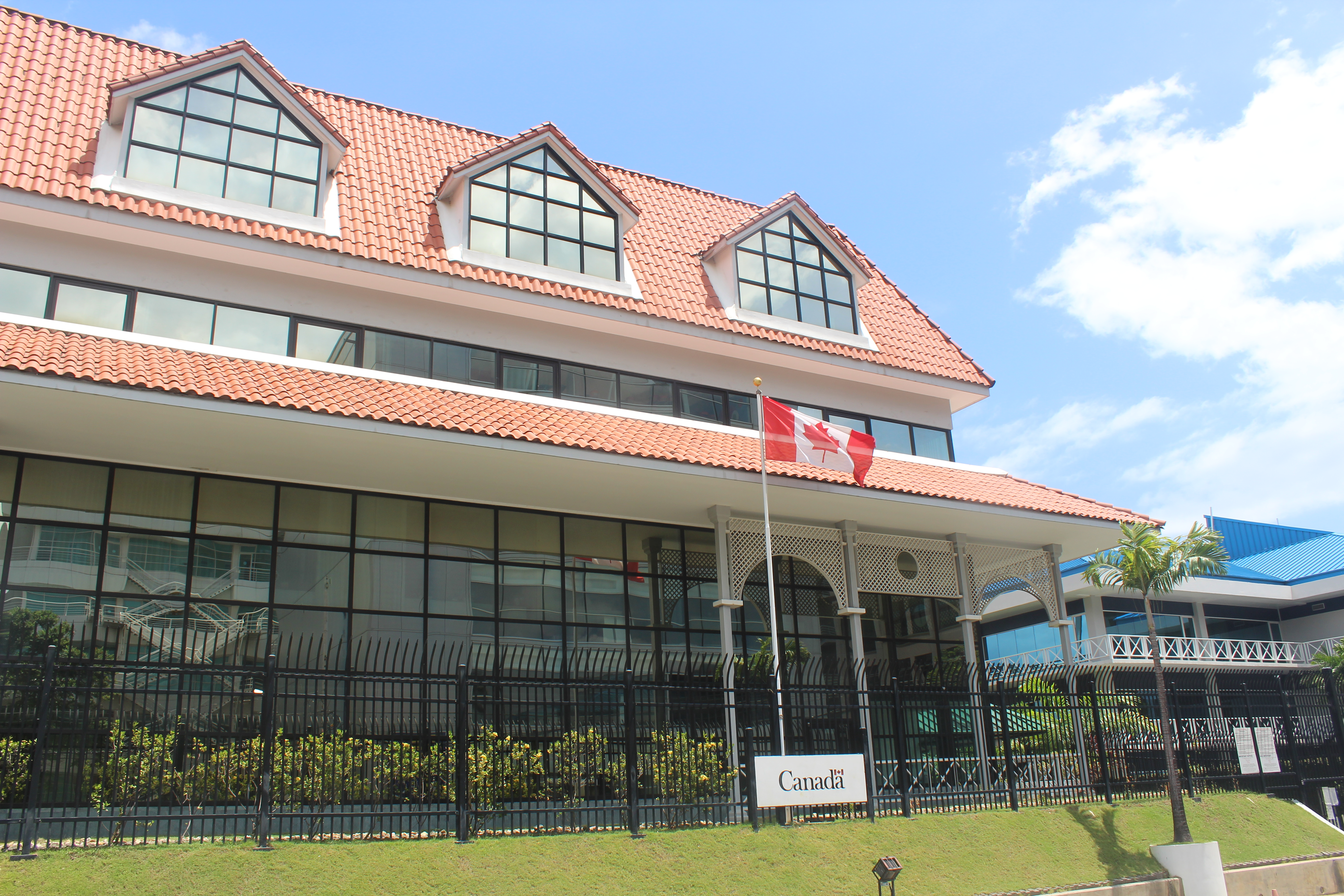
Haut-commissariat à Port-d'Espagne.
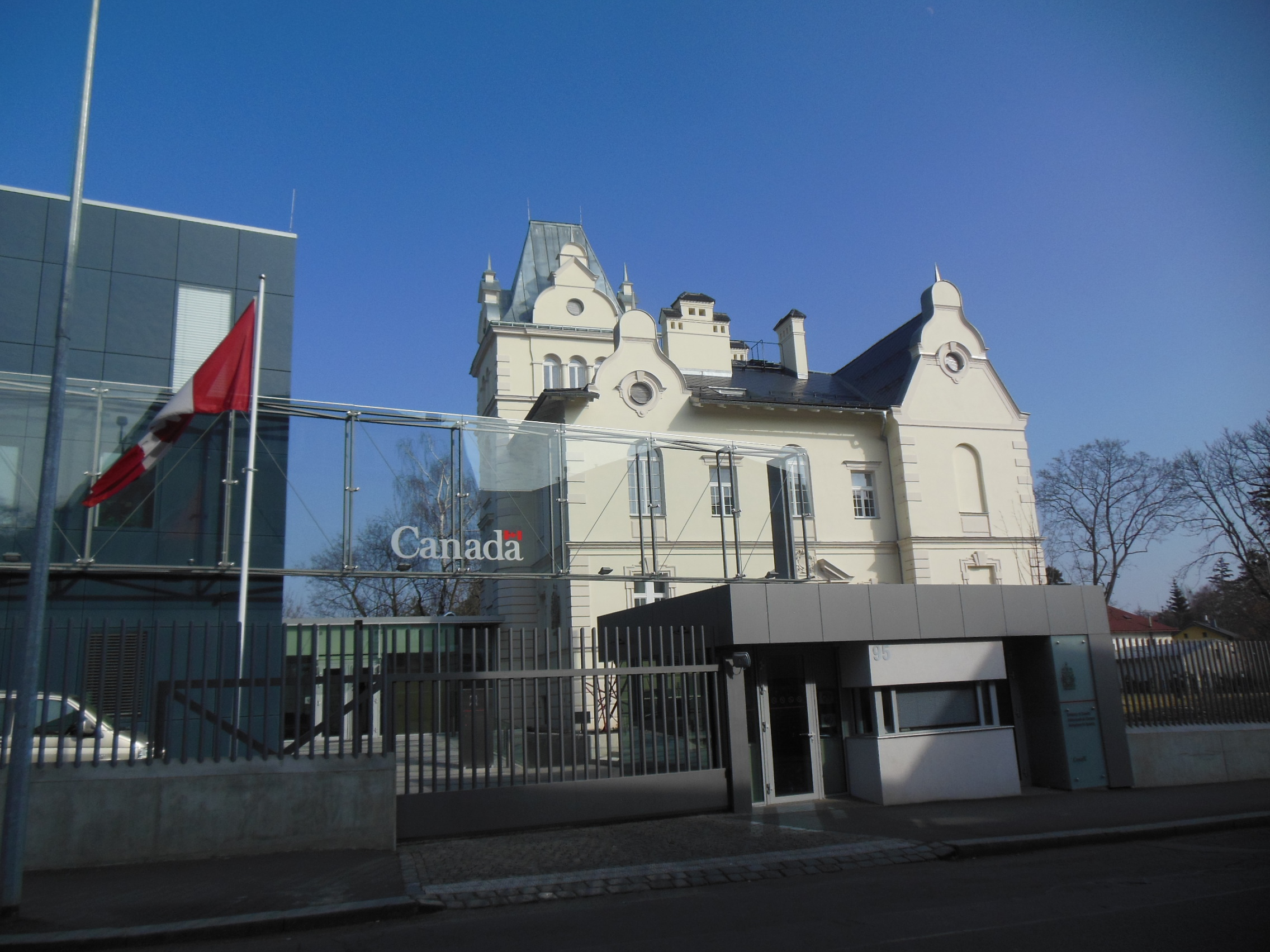
Ambassade à Prague.
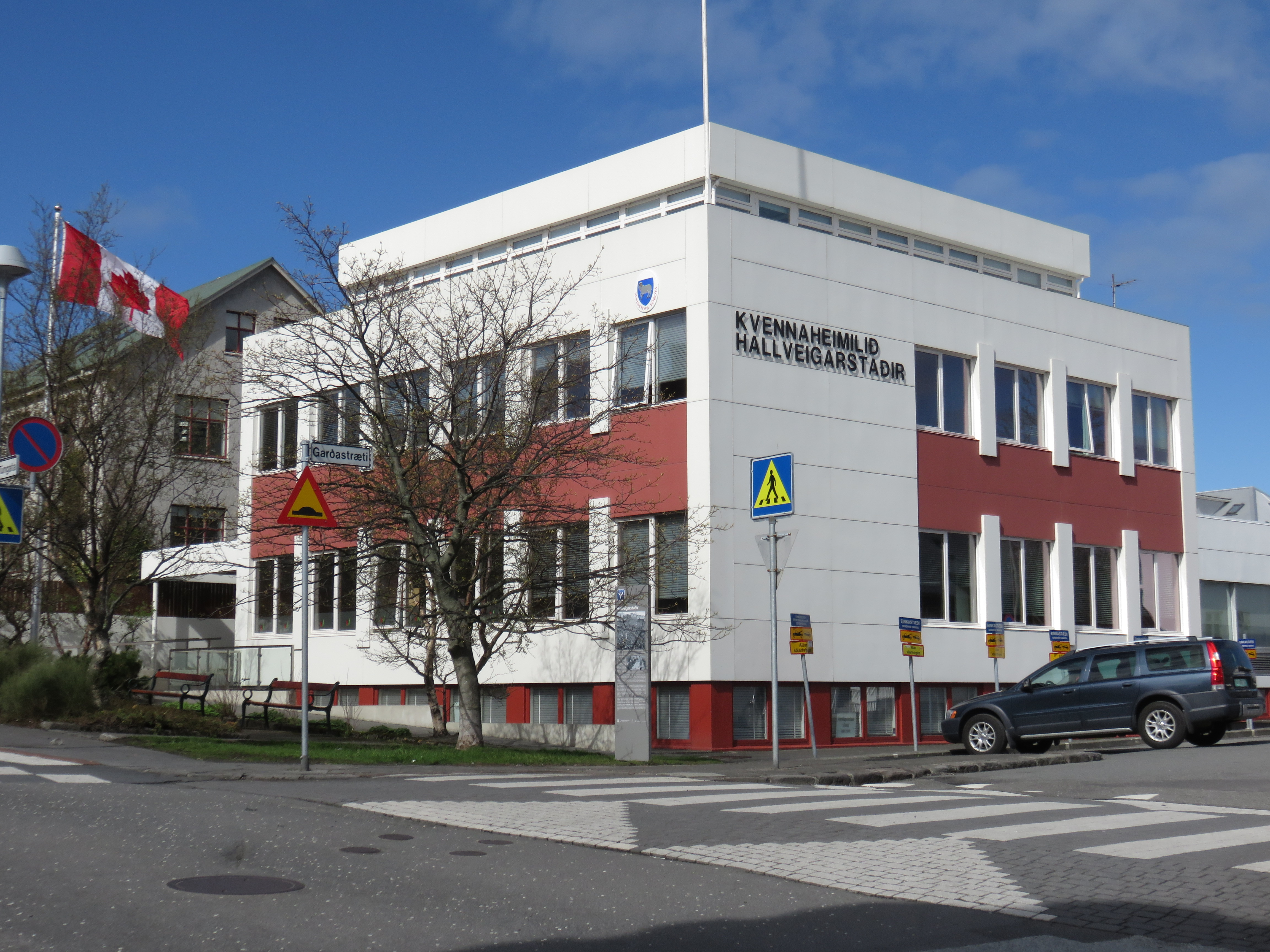
Ambassade à Reykjavik.
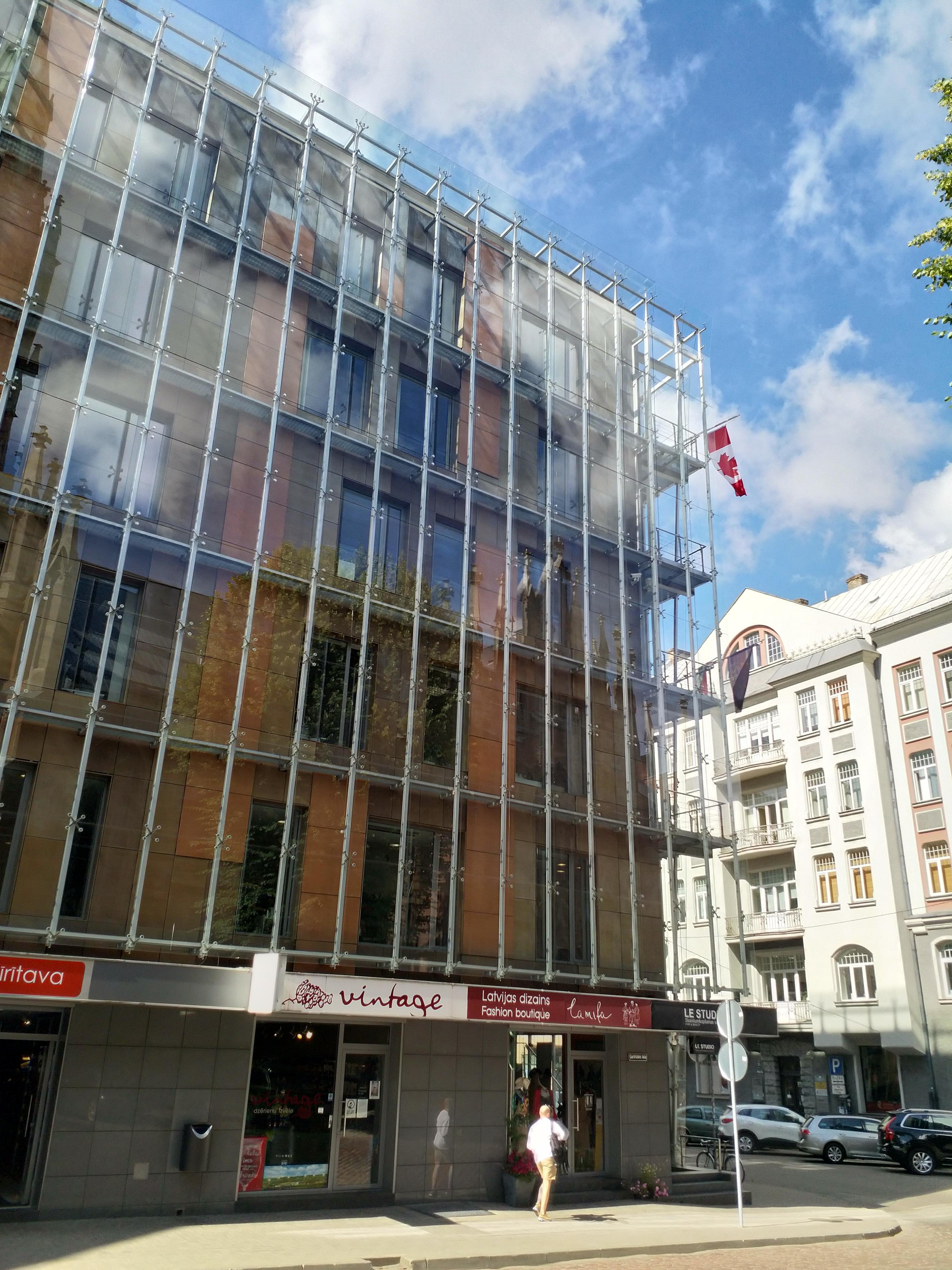
Ambassade à Riga.
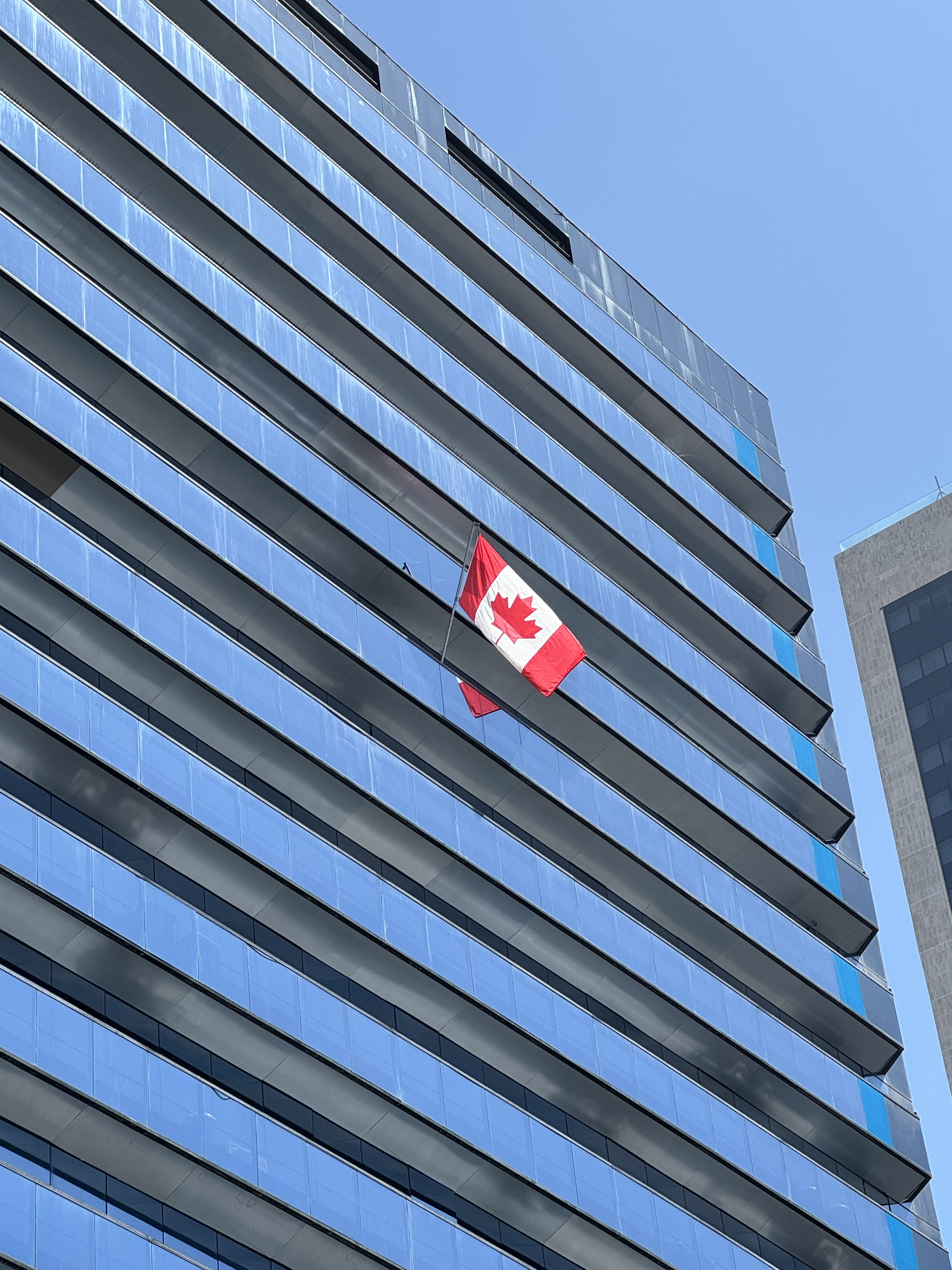
Consulat général à Rio de Janeiro.
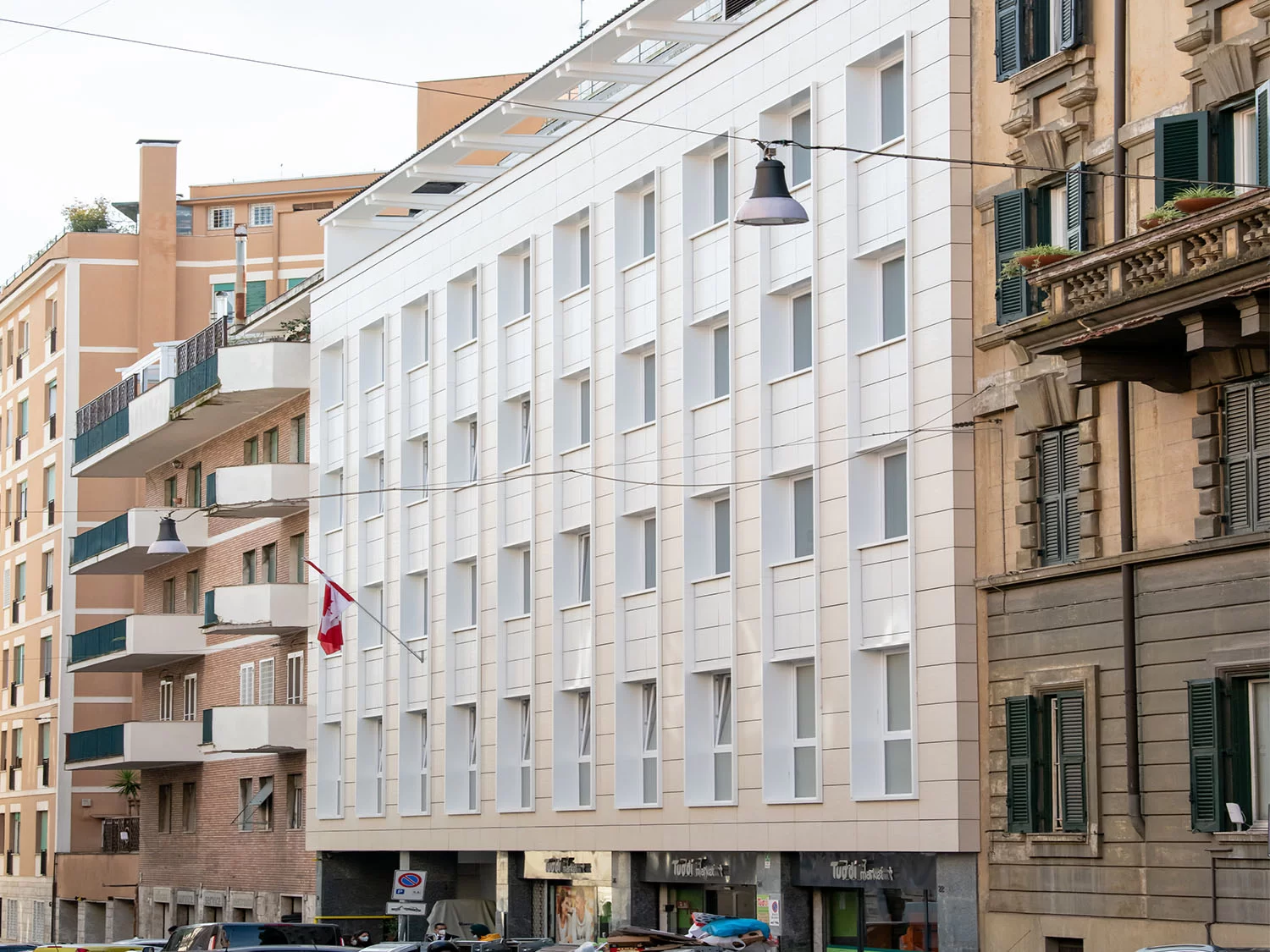
Ambassade à Rome.
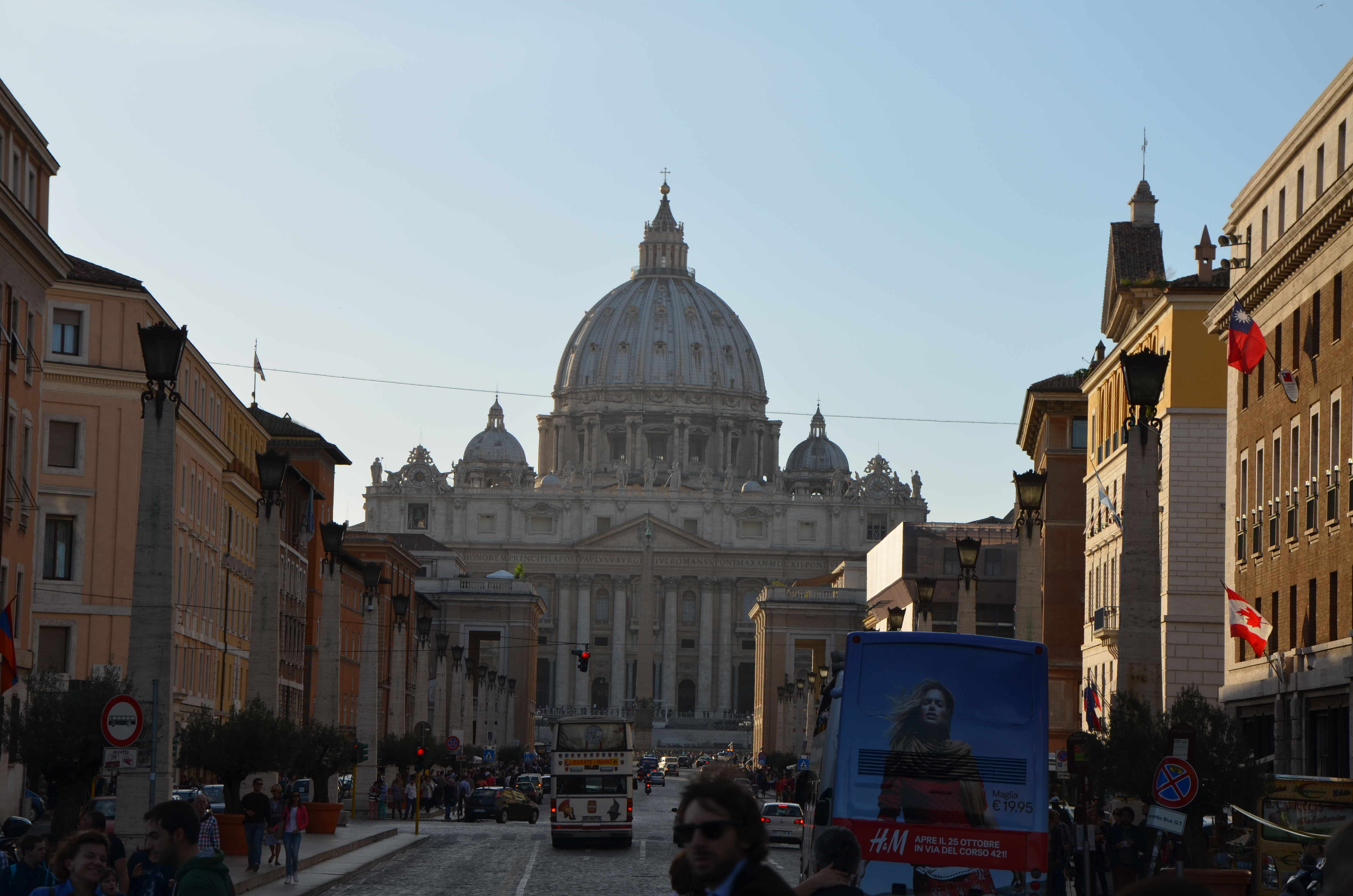
Ambassade auprès le Saint-Siège à Rome.
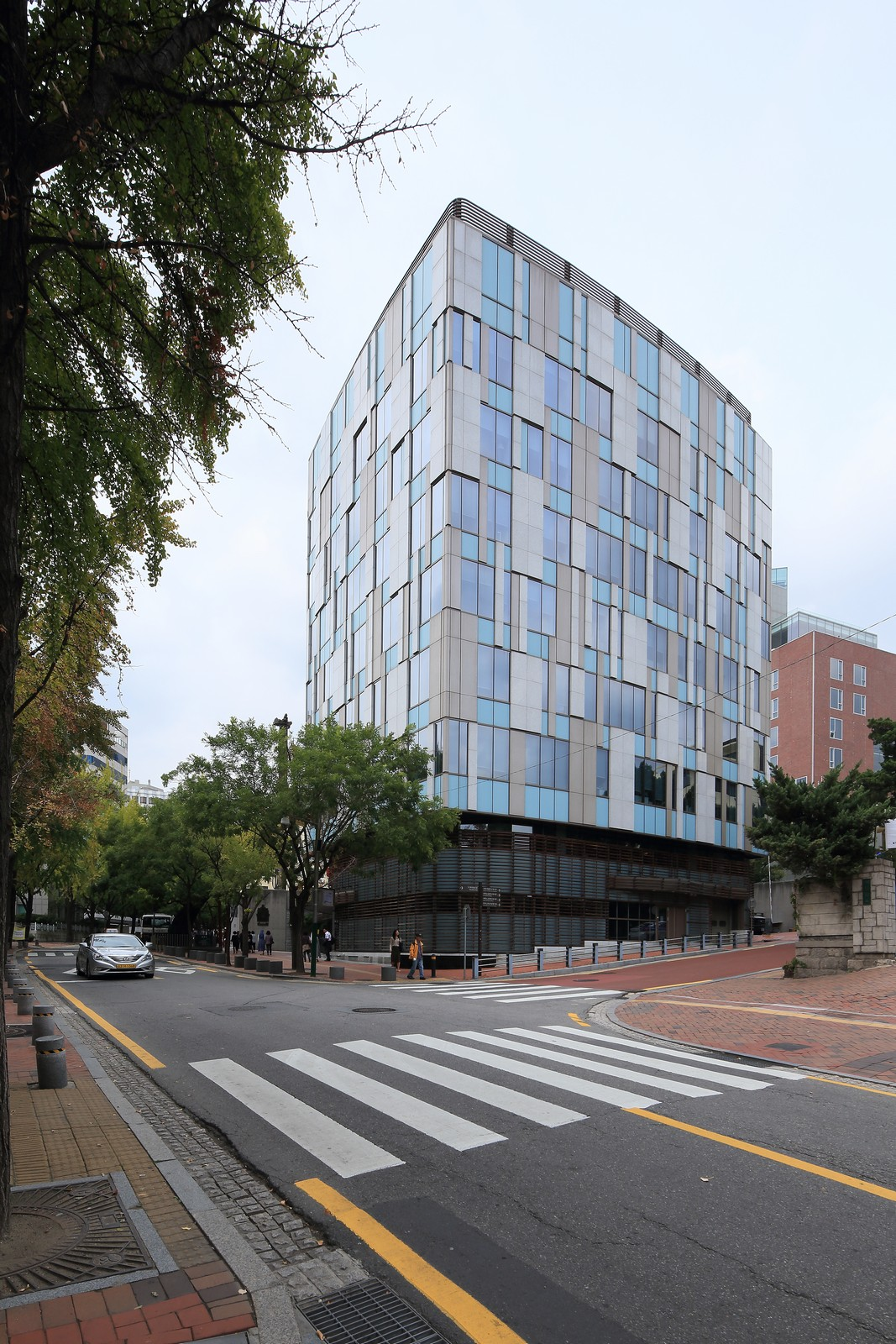
Ambassade à Séoul.
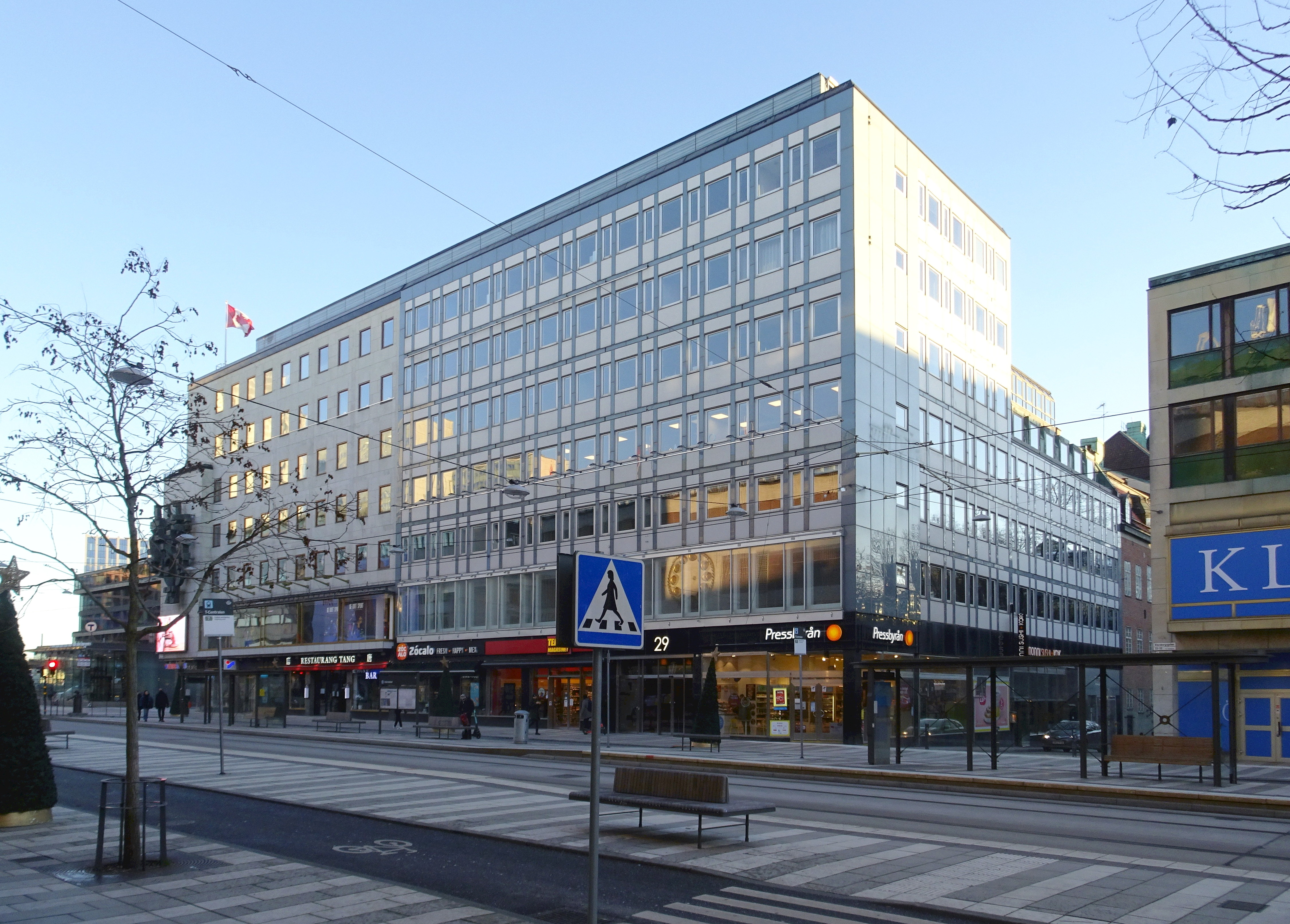
Ambassade à Stockholm.
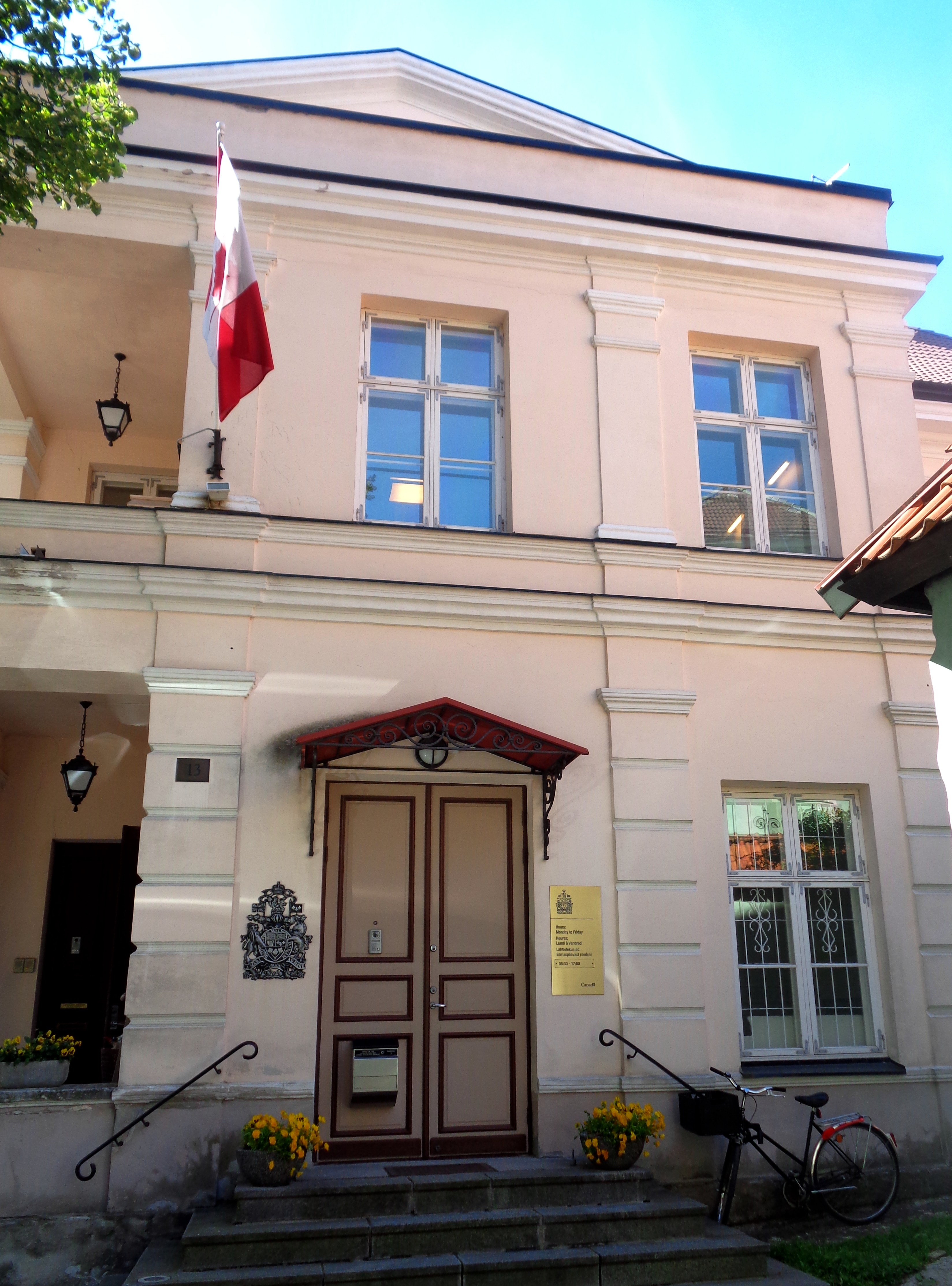
Bureau de l'ambassade à Tallinn.
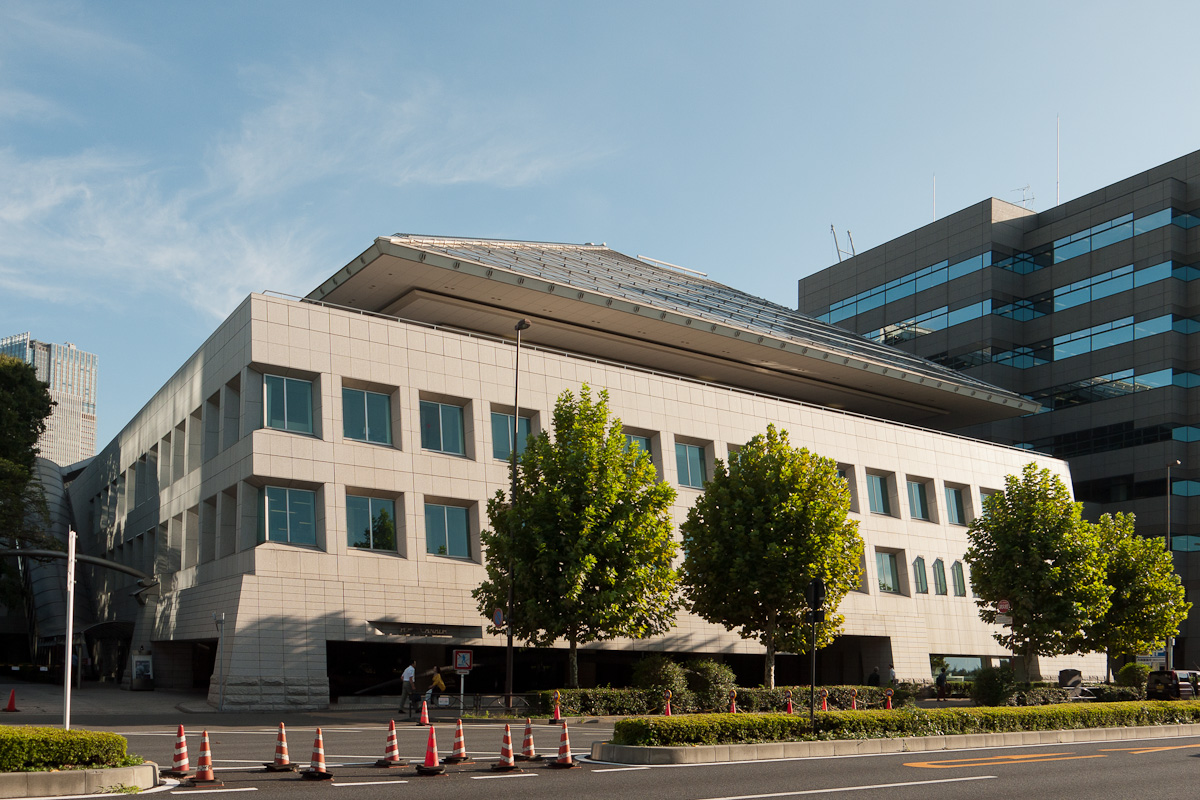
Ambassade à Tokyo.
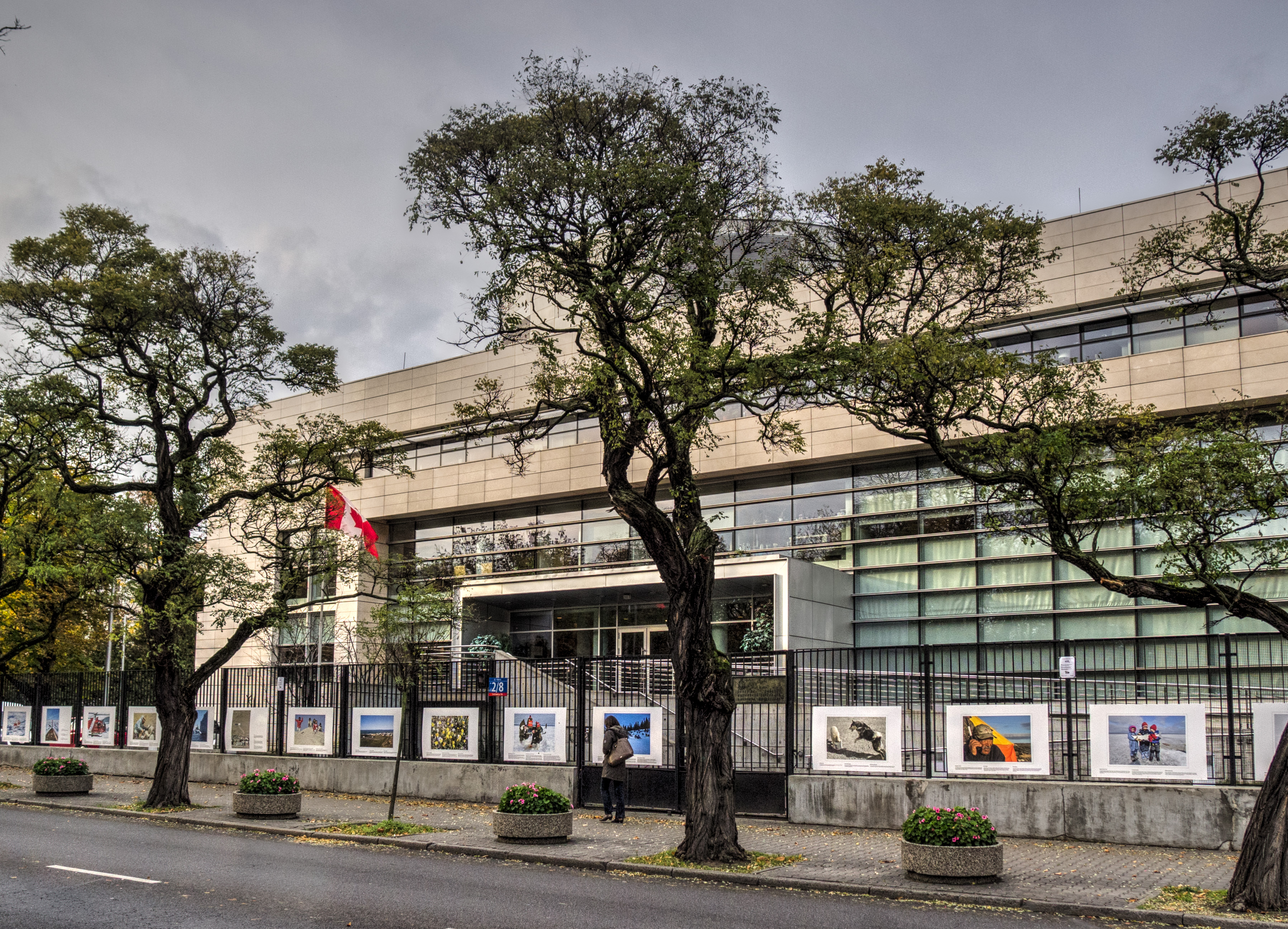
Ambassade à Varsovie.
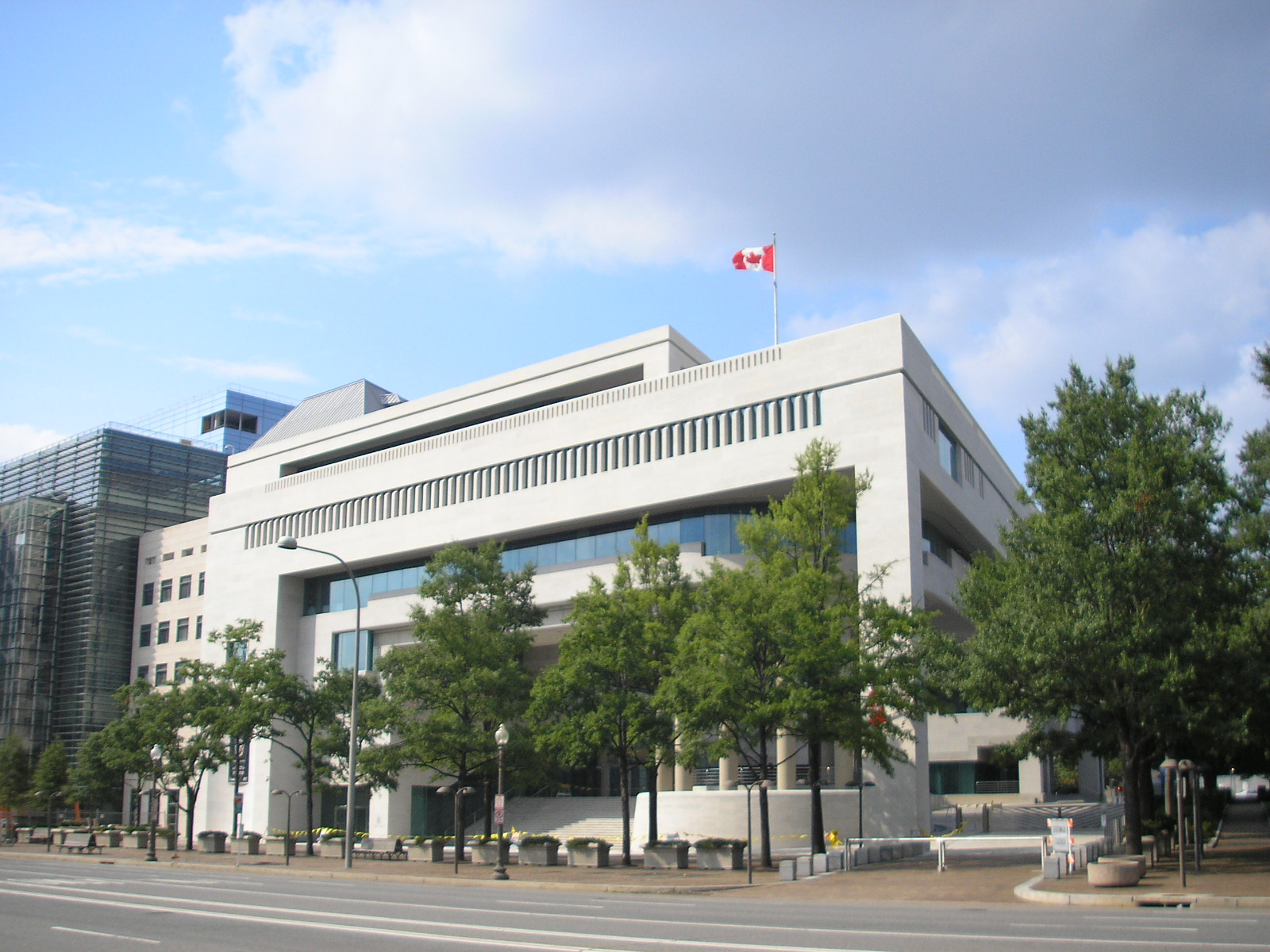
Ambassade à Washington.
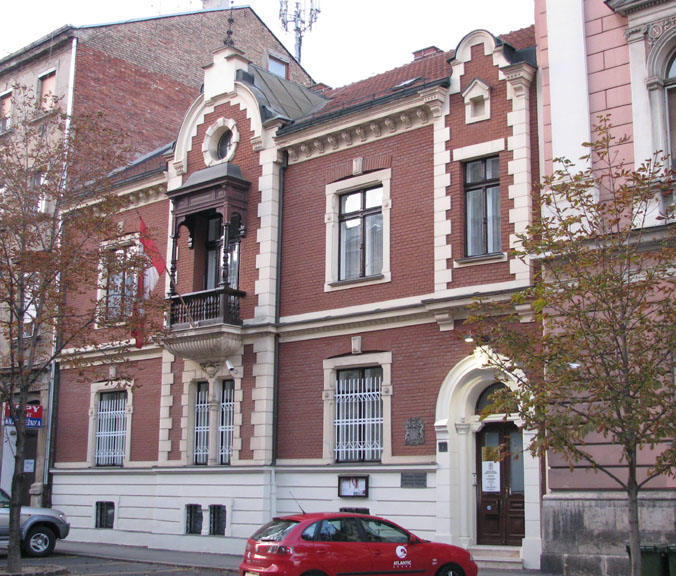
Ambassade à Zagreb.